# Boulevard du Montparnasse
Pour les articles homonymes, voir Montparnasse.
Le boulevard du Montparnasse est un boulevard de Paris qui se situe à la limite des 6e, 14e et 15e arrondissements de Paris.

## Situation et accès

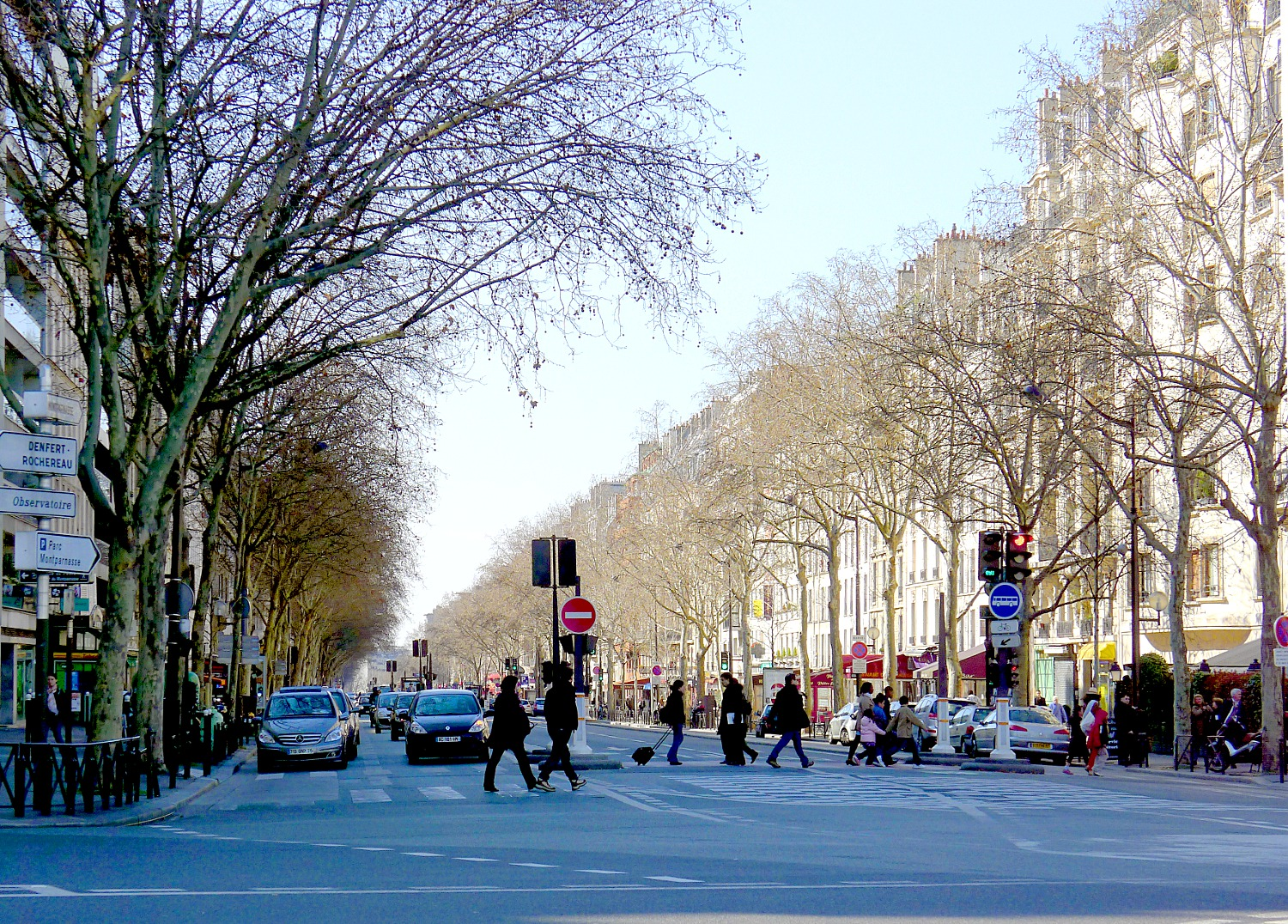
Le boulevard du Montparnasse en direction du nord-ouest, vu depuis son extrémité sud-est (à son intersection avec l'avenue de l'Observatoire).

Quasiment rectiligne, il relie — du nord-ouest vers le sud-est — la place Léon-Paul-Fargue (où est située la station de métro Duroc) à la place Camille-Jullian où sont situés la gare du RER B Port-Royal et le carrefour avec l'avenue de l'Observatoire. Il passe au pied de la tour Montparnasse, place du 18-Juin-1940.

## Origine du nom
Le boulevard tire son nom d'un monticule, sans doute artificiel et constitué de séculaires amas de gravois, qui s'érigeait sur son parcours à hauteur de la place Pablo-Picasso actuelle. Cette butte s'appelait « Mont de Parnasse » au XVIIe siècle en référence au mont Parnasse, résidence des Muses de la mythologie grecque. Des étudiants voisins, qui venaient y déclamer des vers, lui auraient donné ce nom par dérision. La butte fut d'abord traversée par le boulevard, puis entièrement aplanie au milieu du XVIIIe siècle.
Le boulevard du Montparnasse appartient à trois arrondissements :
- les numéros impairs appartiennent au quartier Notre-Dame-des-Champs dans le 6e arrondissement ;
- les numéros pairs allant du no 2 au no 66 appartiennent au quartier Necker dans le 15e arrondissement ;
- les numéros pairs à partir du no 68 appartiennent au quartier du Montparnasse dans le 14e arrondissement [4].

## Historique

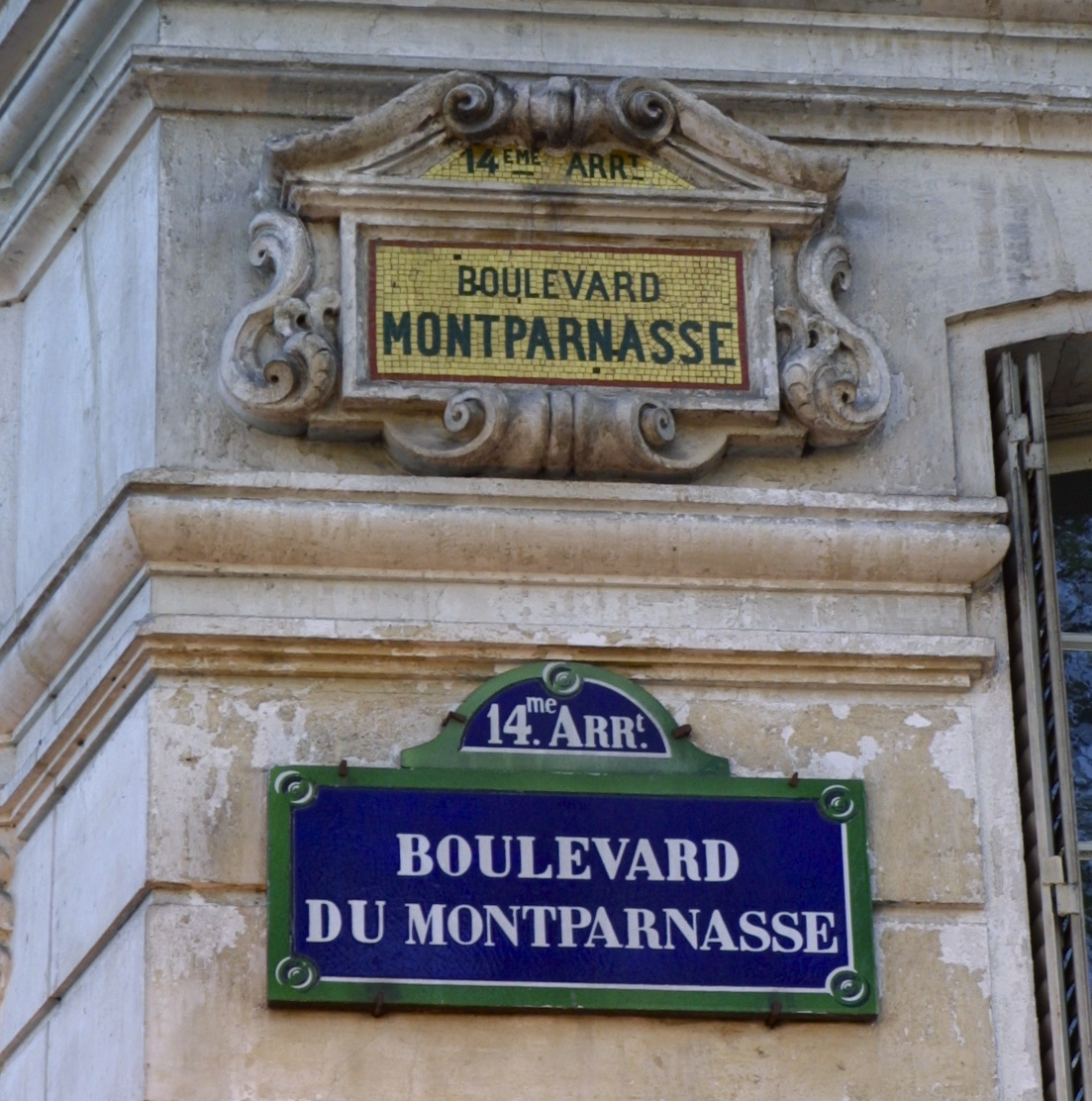
Plaques de rue du boulevard du Montparnasse : la plaque en mosaïque comporte la variante fautive « boulevard Montparnasse ».

Le boulevard du Montparnasse fait partie des « boulevards du Midi », comme les boulevards de l'Hôpital, Auguste-Blanqui, Saint-Jacques, Raspail et des Invalides dont la construction est prescrite en 1704 par Louis XIV.
Amorcée vers 1720, sa construction ne fut achevée qu'au début des années 1760.
Lorsque le boulevard fut achevé, il se terminait rue d'Enfer, l'avenue de l'Observatoire n'existait pas encore. Le boulevard était peu construit et assez désert jusqu'au milieu du XIXe siècle.
Un guide de 1828 le décrit  comme « une promenade belle mais partout solitaire ; de loin en loin on y rencontre quelques habitations et des jardins ; on s’y promène au milieu des champs, on y jouit des beautés de la nature ; rarement on y voit des cafés, encore sont-ils sans élégance ».
Il fut pavé en 1839 et éclairé en 1843. Après un premier embarcadère de la ligne de Versailles-rive gauche construit en 1840 barrière du Maine, la gare Montparnasse est implantée en 1852 le long du boulevard. La rue de Rennes est percée face à la gare à partir de 1855.
L'ancienne gare de 1852  est détruite pendant les années 1960, pour laisser place à la tour Montparnasse, tandis que la nouvelle infrastructure ferroviaire est déplacée de plusieurs centaines de mètres vers le sud.
Dans les années 1950, le boulevard du Montparnasse est transformé par l'élargissement de sa chaussée automobile, qui passe de 13,5 à 21 mètres de large, au détriment des trottoirs.

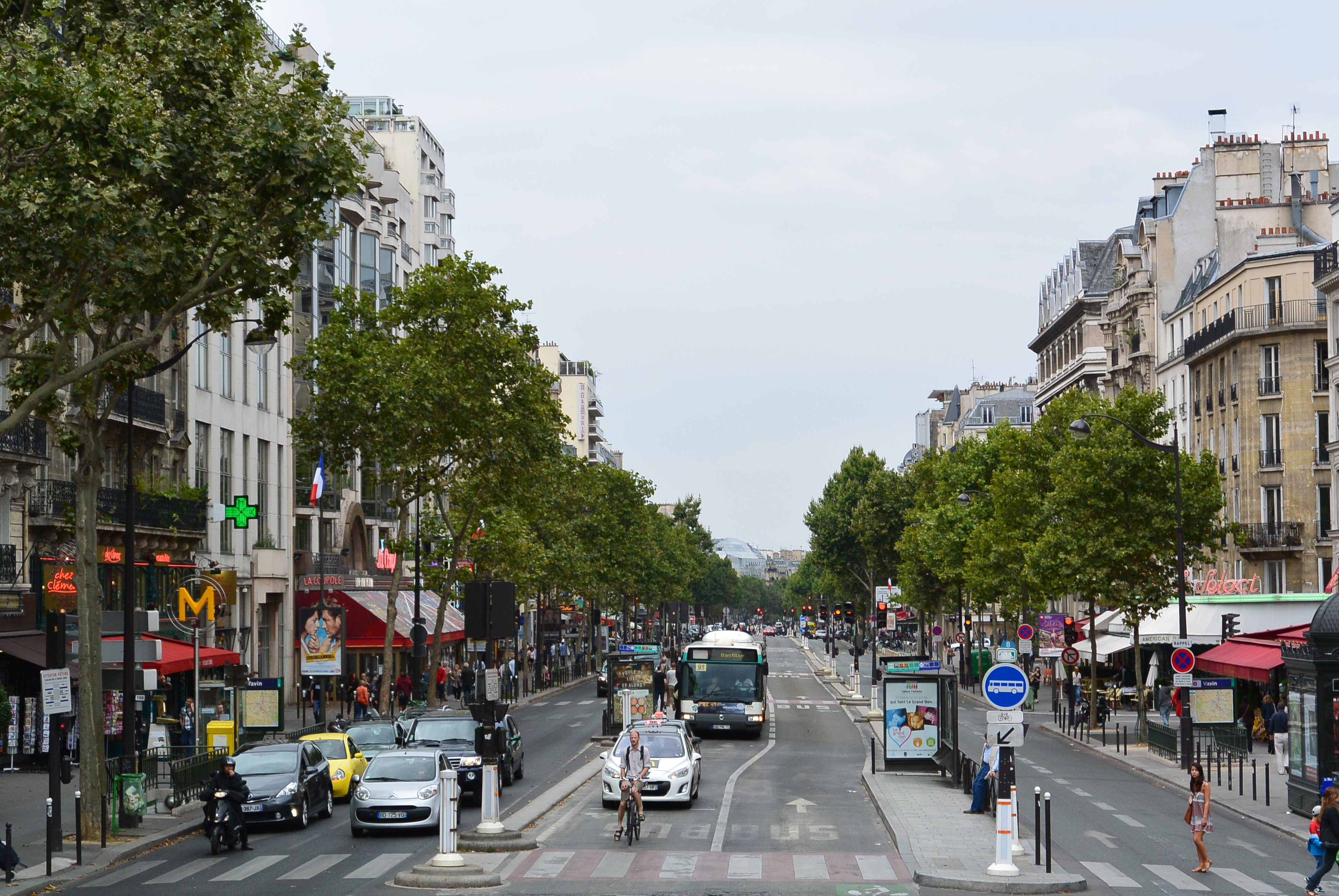
Vue du boulevard, à la hauteur de la station de métro Vavin, en direction de l’ouest. Les immeubles du premier plan à gauche sont dans le quartier du Montparnasse, ceux du premier plan à droite, dans le quartier Notre-Dame-des-Champs.

## Bâtiments remarquables et lieux de mémoire
En mars 1923, après avoir passé la soirée ensemble au bal Bullier, l'écrivain Raymond Radiguet et sa compagne Bronia Perlmutter traversent le boulevard au petit matin.

### De la rue de Sèvres au carrefour Vavin - place Pablo-Picasso
- No 1 : immeuble Art déco des architectes Jacques Bonnier et Charles Sanlaville (1934) ayant abrité le domicile de la peintre Chériane (1898-1990). Celle-ci épouse en 1943 Léon-Paul Fargue, qui s’installe chez elle. Frappé d'hémiplégie en 1943, Léon-Paul Fargue reste paralysé, mais garde jusqu'à sa mort une activité littéraire intense en ce lieu, où il meurt le 24 novembre 1947. Le carrefour au pied de l’immeuble porte, depuis un arrêté du 26 juin 1957, le nom de « place Léon-Paul-Fargue ».

Nos 11 et 13.

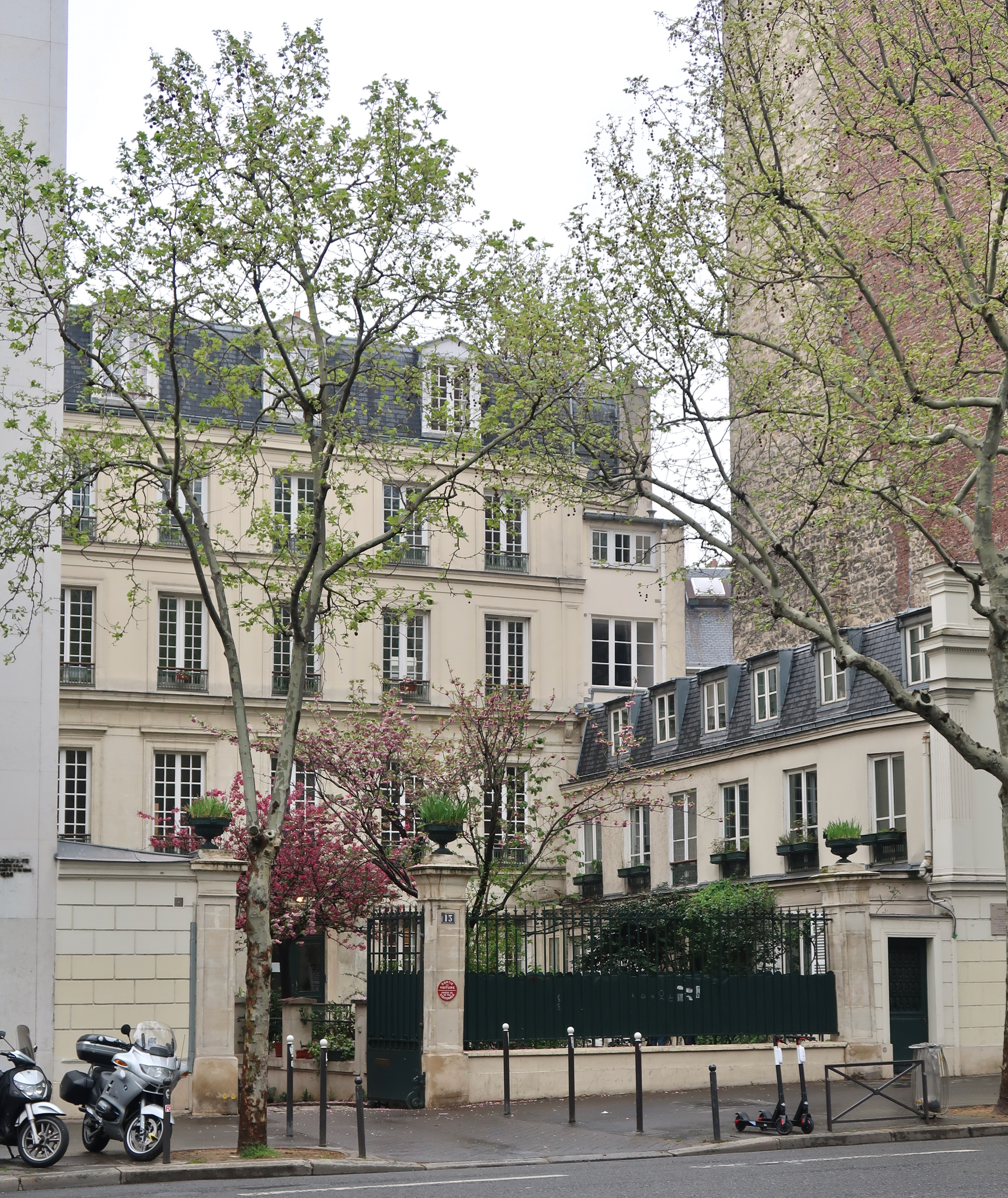
No 13.

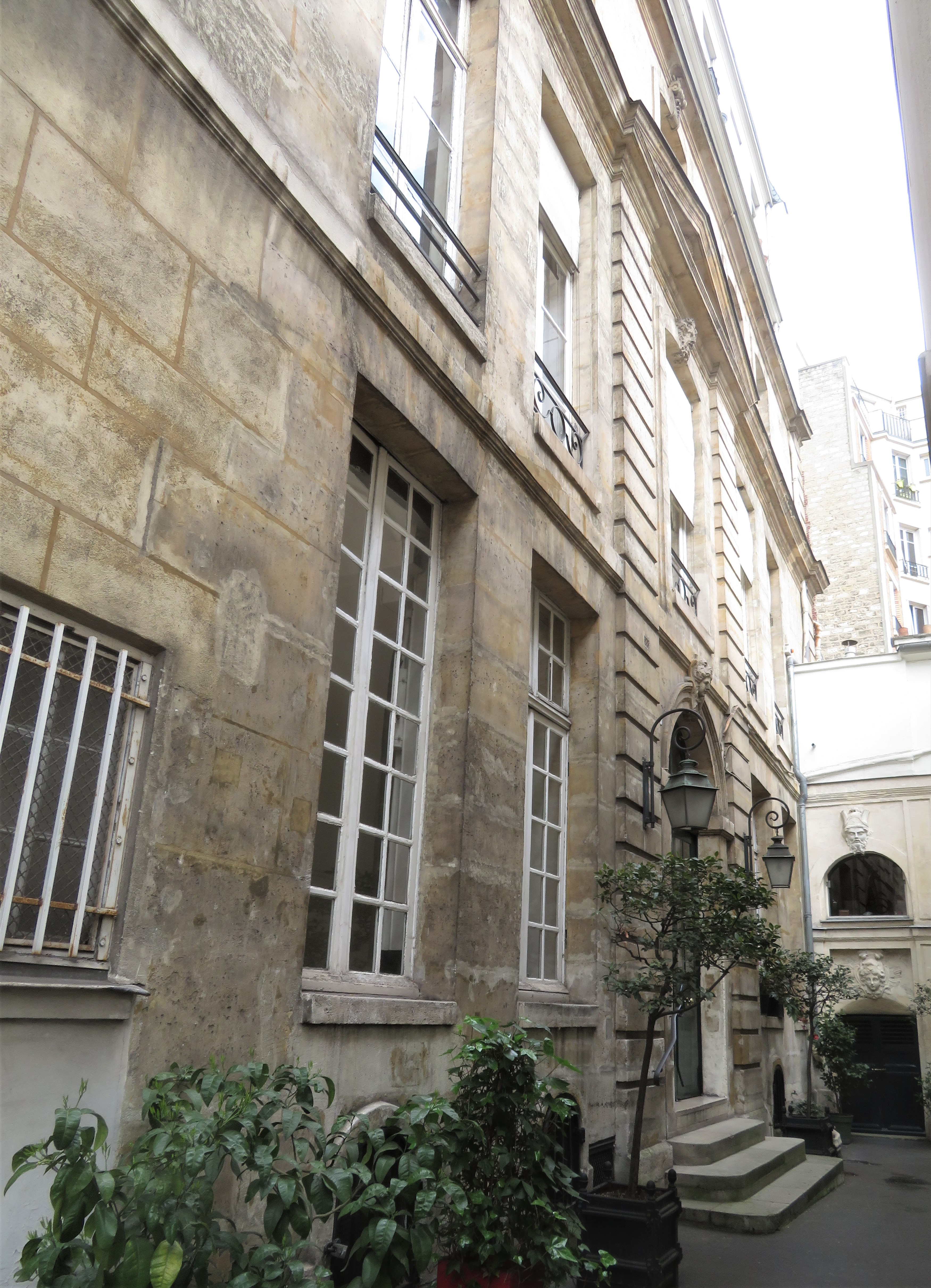
No 25.

- No 5 : l'homme politique Maurice Viollette y a résidé.
- No 8 : l'immeuble appartient au Vatican qui en loue les appartements[9].
- No 10 : emplacement de l'hôtel d'Alphonse Chodron de Courcel construit en 1880 par Juste Lisch. Adresse de locaux également disparus de l’YMCA (Union chrétienne de jeunes gens) mis en 1926 à la disposition de l’Action chrétienne des étudiants russes (ACER) qui y installe son siège. Dans la cour, dans une aile du bâtiment qui servait à entreposer des livres, est aménagée une église orthodoxe, consacrée le 3 décembre 1928. En octobre 1936, cette église de la Présentation au Temple de la Très-Sainte-Mère-de-Dieu déménage (toujours dans le 15e arrondissement où demeurent beaucoup des Russes qui ont émigré à cause des Révolutions de 1917), au 91, rue Olivier-de-Serres, qui accueille depuis décembre 1935 les activités de l’ACER, dans des locaux qui lui sont propres.
- No 11 : immeuble construit en 1929 par Michel Roux-Spitz, dont les fenêtres originelles ont été changées[10].
- No 13 : le résistant Henri Frager vécut dans cet immeuble. Une plaque commémorative lui rend hommage.
- No 23 : s'ouvrait le passage du Départ dit également « passage d'Odessa[11] ». Le joueur de tennis Christian Boussus y vécut, notamment avec sa compagne, la parfumeuse Germaine Cellier[12].
- No 25 : « la maison aux cornues » est un hôtel particulier du XVIIIe siècle réalisé par l'architecte Mathurin Chouanne[13] ayant eu différents propriétaires dont : le comte de Béthune, le prince de Condé et Philippe de Vendôme (1655-1727)[14]. Il sera l'appartement familial du peintre Paul-Élie Ranson (1861-1909) et, au-dessus, devient à partir de 1889 le lieu de réunion de ses amis les nabis. Le lieu sera rebaptisé « Le Temple » pour l'occasion. Le graveur Léopold Flameng y sera domicilié de 1869 à 1898[15],[16],[17].
Selon l’historien de Paris Georges Cain, Louis XIV donne l’immeuble, vers 1672, à Madame Scarron pour la récompenser de son dévouement avec lequel elle élève les trois enfants de la marquise de Montespan[18]. L’hôtel est représenté sur le plan de Turgot (1734), planche 12. L’entrée était, alors, rue de Vaugirard. La façade sur jardin du bâtiment, aussi appelé hôtel de Turenne, est inscrite au monument historique, en 1928[19].
- No 40 : domicile du peintre, architecte, dessinateur, graphiste et illustrateur Theodor Josef Hubert Hoffbauer (1839-1922) a son décès[20].
- No 41 : des locaux disparus à cette adresse ont été loués, de 1822 à 1886, comme première maison de la Société des missions évangéliques de Paris[21]. De 1830 à 1832, y vit Eugène Casalis (1812-1891), étudiant et futur missionnaire. Aujourd'hui, s'élève à cet endroit un immeuble moderne, celui de l'appartement du photographe David Hamilton, qui y est retrouvé mort le 25 novembre 2016[22].
- No 49 : ici fonctionnait l'Académie Vitti. De 1878 à 1890, le peintre montpelliérain Michel Maximilien Leenhardt et le peintre espagnol Vicente Santaolaria y ont leur atelier. À partir de 1906, c'est le peintre anglais Thomas William Marshall qui y a son domicile et son atelier[23]. C'est dans l'atelier qu'elle a à cette adresse qu'Olga Boznańska meurt le 26 octobre 1940.
- No 50 : domicile du peintre Eugène Carrière durant sa période d'apprentissage à l'École des beaux-arts[24]. Quelques années plus tard, le lieu est habité par le graveur Léopold Flameng[24].
- No 59 : l'immeuble à cette adresse héberge, outre l'hôtel Terminus Montparnasse dans les étages, précédemment Grand Hôtel de la Marine et des Colonies, deux restaurants en son rez-de-chaussée :
  - à gauche de l'entrée de l'hôtel, un restaurant créé en 1858, devenu Bouillon Édouard Chartier en 1903 (dont le décor Art nouveau, toujours visible de nos jours, est entrepris en 1906), puis Bouillon Rougeot de 1924 à 1977 et enfin restaurant Montparnasse 1900, où est décerné chaque année, depuis 2009, le prix des Impertinents, par un jury composé d’écrivains, d’essayistes et de journalistes présidé par Jean Sévillia (monument historique inscrit en 1984) ;
  - à droite de l'entrée de l'hôtel La Marine, un restaurant (autrefois hôtel-restaurant) où est organisé chaque mois à partir de 1879 le Dîner celtique, banquet organisé jusqu'au début du siècle suivant et rassemblant des Bretons et sympathisants de la Bretagne vivant à Paris.
- No 55 : adresse, en 1879, du domicile du maitre-verrier Jean-Baptiste Anglade[25].
- No 60 : Alexander Calder, avant son installation au 22, rue Daguerre. Ce numéro est aussi, précédemment, en 1887, une des adresses parisiennes successives du sculpteur Philippe Solari[26].

Une plaque commémorative rend hommage à l'écrivain britannique D. H. Lawrence (1885-1930). Il y séjourna en 1929 alors qu'il cherchait un éditeur pour son roman L'Amant de lady Chatterley.
- No 70 : le couple d'artistes peintres, Jeanne et Lucien Simon, s'installe à cette adresse en 1890.
- No 73 : domicile de l'écrivain dadaïste Jacques Rigaut qui y place le siège fictif de l'Agence générale du suicide qu'il imagine dans un court texte. Aujourd'hui est à cette adresse le Bretagne, l'un des plus grands cinémas de Paris.
- Nos 74 : anciennement, entrée secondaire du cinéma Gaumont Parnasse.
- Nos 75-79 (ancien n°1531) : emplacement de la maison de chasse du duc de Montmorency-Laval. Construite en 1777 par Jacques Cellerier pour son propre compte. Louée pour 40 ans en 1788 au duc de Laval qui y fait construire une salle de concert, puis en 1795 au citoyen Barbot. Vendue en 1797 au citoyen Parker, américain.
- No 75 : adresse du théâtre de Poche Montparnasse inauguré en 1943 (auquel on accède par une étroite voie sans nom en impasse, fermée d’une grille).

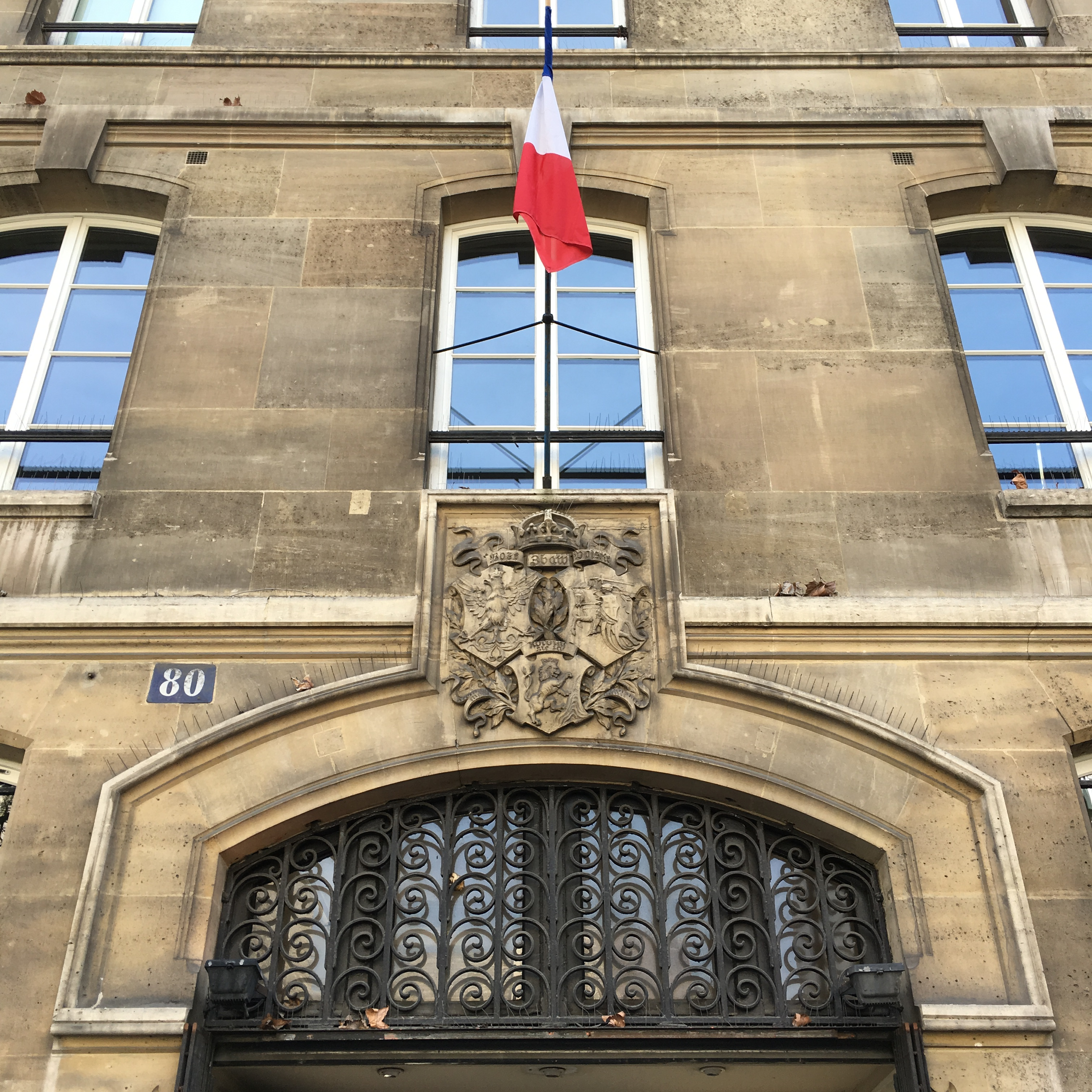
No 80, boulevard du Montparnasse.

- No 77 : ancienne librairie L'œil écoute, fondée en 1973 et fermée en janvier 2017[27], où de nombreux auteurs et écrivains connus sont venus dédicacer leurs ouvrages.
- No 79 : le poète Raymond de La Tailhède, un des fondateurs de l’École romane, vit à cette adresse une partie de sa vie. Une plaque commémorative y est apposée.
- No 80 : ancienne école supérieure polonaise, conçue par Eugène Viollet-le-Duc à l'initiative d'Adam Jerzy Czartoryski[28], donnée à la ville de Paris en 1871, et devenue ateliers des beaux-arts de la ville de Paris.
- No 81 : Carolus-Duran y a son atelier. Il y admet comme élèves de nombreux peintres dont les deux tiers sont anglais ou américains, parmi lesquels John Singer Sargent en mai 1874, qui ultérieurement emménage au no 135 du boulevard. De 1872 à 1877, Odilon Redon travaille dans un atelier de ce no 81. Toujours à cette adresse, le peintre lyonnais Tony Tollet s’installe de 1879 à 1889.
- Nos 81-83 : en 1878 est ici ouvert un atelier qui délivre un enseignement pédagogique et forme ses élèves au professorat. L'architecte Alphonse Théodore Guérin y dispense des cours de dessin graphique et de perspective, avant de diriger l'École normale d'enseignement du dessin issue de cette école et inaugurée en 1881 (no 19 rue Vavin et no 9 rue Bréa)[29].
- No 82 : en 1973 y est créé le cinéma Paramount-Montparnasse. Il est doté de deux salles (500 et 200 places). S'agrandissant sur les vestiges d'une ancienne galerie commerciale, il compte sept salles en 1979. Rebaptisé durant quelques mois « Montparnasse », il est racheté par Gaumont en 1986 et devient le Gaumont-Parnasse. Jugées trop petites, deux salles ferment en 1987. Le cinéma ferme en 1994, tandis qu'un nouveau multiplexe est créé à proximité en 1995, portant le nom de Gaumont Parnasse[30].
- No 83 : cinéma UGC Montparnasse.
- No 83 : à cette adresse demeure le peintre Nicolas de Staël, ainsi que Willi Münzenberg.
- No 84 : en 1902, le peintre breton Guillaume Seignac s'installe ici.
- No 85 : à cette adresse se trouvait le siège de la Compagnie générale parisienne de tramways.
- No 86 : Léon Valade demeure à cette adresse jusqu'en 1871.
- No 90 : le librettiste et secrétaire général de la Comédie-Française Louis Payen habite à cette adresse en 1925[31].
- No 91 : église Notre-Dame-des-Champs. Celle-ci est bordée au sud-est par le square Ozanam, lui-même jouxtant par son sud-ouest le boulevard du Montparnasse.

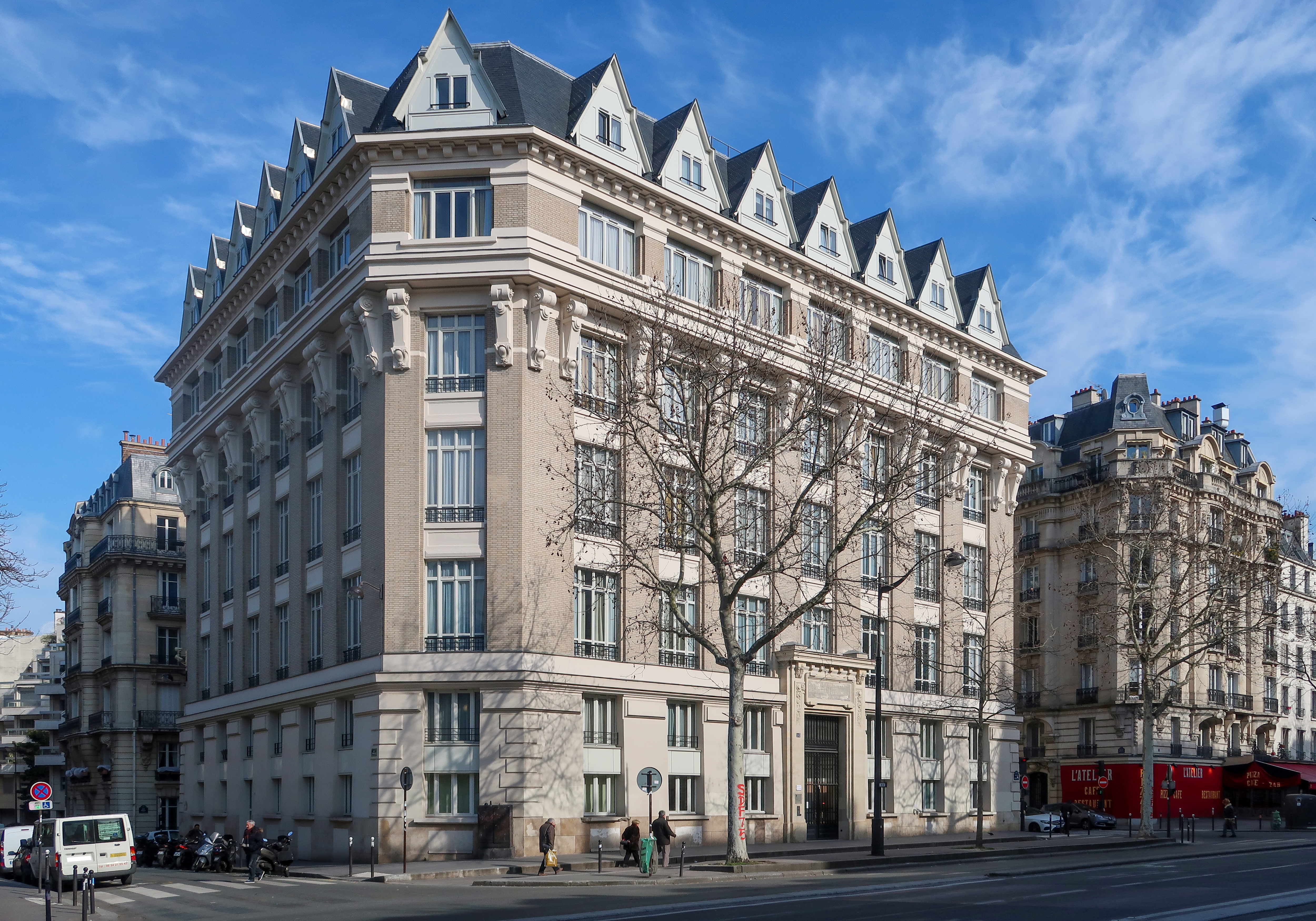
No 93.

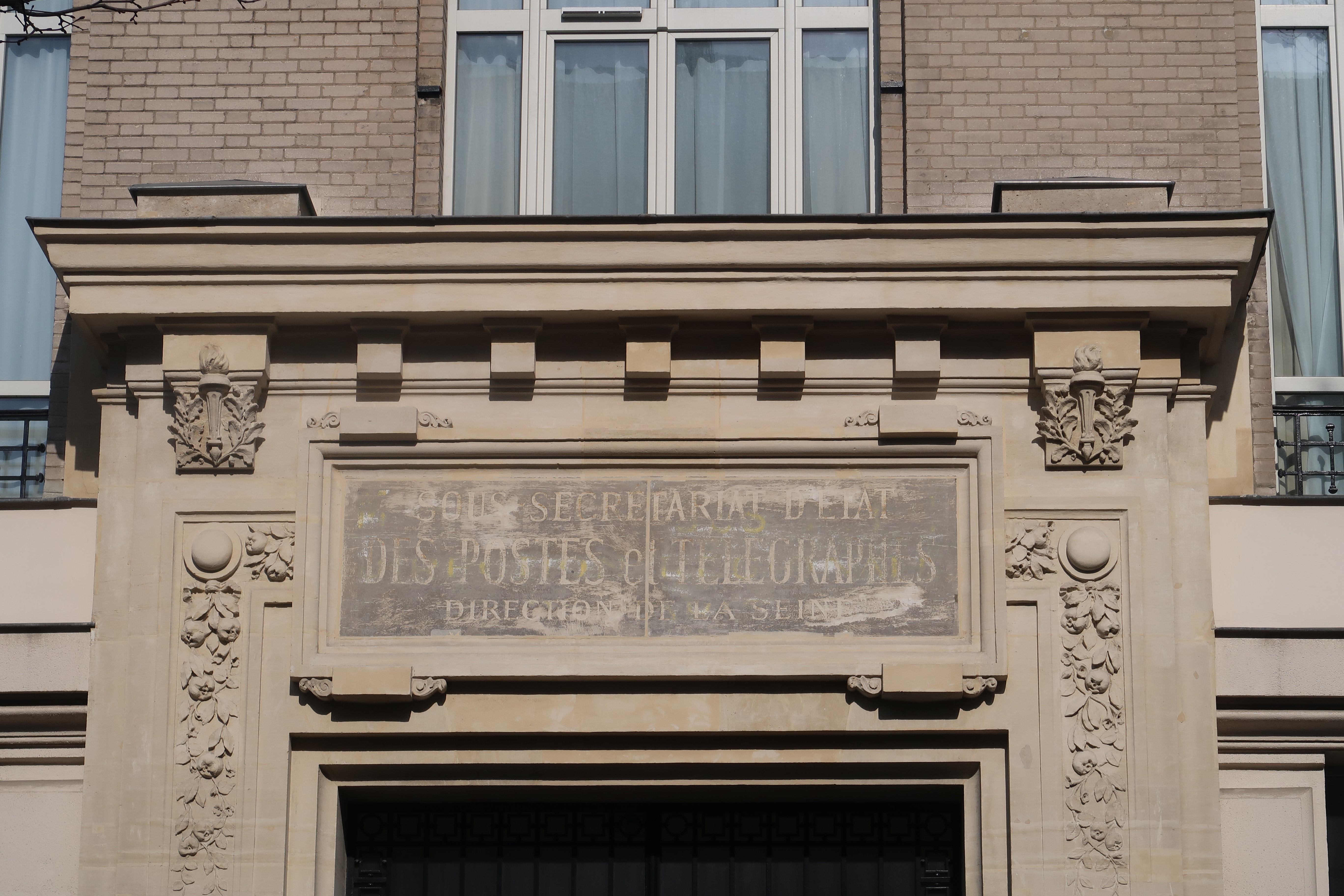
Inscription ancienne au no 93.

- No 92 : à cet adresse se trouvait le pigeonnier d'Édouard Cassiers, président de la société colombophile L'Espérance[32], association qui contribua à maintenir des communications entre la capitale et la province durant le siège de Paris (1870-1871) ; ne quittant plus son pigeonnier dans les premiers temps de ce siège[33], y réceptionnant des messages par pigeons voyageurs, Cassiers franchit ensuite les lignes allemandes vers la province à bord du ballon monté Le Vauban 27 octobre 1970, avec des volatiles destinés à revenir à Paris.
- No 93 : sur la façade, une inscription ancienne, conservée de nos jours, indique « sous-secrétariat d'État des Postes et Télégraphes - Direction de la Seine ». Le bâtiment devient ensuite le siège du secrétariat général à l'aviation civile, puis de la DGAC, de 1946 à 1993. Il héberge l'Inspection générale de l'aviation civile et le Conseil médical de l'aéronautique civile jusqu'en décembre 2009[34]. Depuis transformé en logements sociaux et étudiants.
- No 96 : boutique (aujourd’hui disparue, à son emplacement se trouve actuellement une crêperie) du fleuriste André Baumann, qui, en 1926, fait faire sa devanture en Lap bleu, dans le style Art déco, par l'architecte Léon Leyritz[35]. Simone Bouyer, mère de Coluche, sera une des employées de la boutique. L'écrivain Eugène Ionesco vit également dans cet immeuble de 1964 à sa mort. En 1994 ; une plaque lui rend hommage.
- No 98 : cinéma Sept Parnassiens.
- no 99 : brasserie Le Select. Fondée en 1923, elle est le premier établissement à rester ouvert toute la nuit.
- No 102 : brasserie La Coupole, ouverte en 1927.
- No 103 : cinéma UGC Rotonde. Un immeuble préexistant à cet endroit est une des adresses sur le boulevard de Philippe Solari (en 1867) ; dans un bel appartement de l'immeuble actuel naît, le 9 janvier 1908, Simone de Beauvoir[36], elle y habite enfant jusqu'en 1919, quand des revers de fortune obligent sa famille à déménager dans un logement moins cossu, au 71, rue de Rennes[37].
- No 105 : brasserie La Rotonde, établissement ouvert en 1911. Cocteau y a photographié Picasso.
- No 108 : brasserie Le Dôme, ouvert en 1897. L'immeuble est d'Albert Sélonier. Il compte parmi ses clients Lénine et Trotsky. Parmi les autres clients célèbres Hemingway dont un chapitre de Paris est une fête s'intitule : « Avec Pascin au Dôme », Man Ray, Henry Miller, Blaise Cendrars, André Breton, Samuel Beckett…
- Nos 105 et 113 : entre ces numéros et les nos 108 et 112 : « carrefour Vavin », officiellement dénommée place Pablo-Picasso depuis 1984. Situé à l'emplacement d'une partie des anciens boulevards du Midi — but de promenades champêtres au XVIIIe siècle — l'endroit devient à la fin du XVIIIe siècle un lieu de divertissement (voir Le bal de la Grande Chaumière au no 112), puis du XIXe siècle jusqu'au début de la Seconde Guerre mondiale le lieu favori de rencontres et d'échanges entre artistes peintres, plasticiens, photographes, modèles, écrivains et journalistes.
Au nord du carrefour, en retrait sur le terre-plein central du boulevard Raspail se dresse depuis 1939 une statue de Balzac coulée en bronze d'après l'œuvre originale (1891-1897) du sculpteur Auguste Rodin (1840-1917).

### Du carrefour Vavin à l'avenue de l'Observatoire
- Nos 112 à 136 et Nos 201 à 229 du boulevard Raspail : emplacement, de 1788 à 1853, du bal de la Grande-Chaumière.
- No 120 bis : Rogatien de Cidrac, architecte en chef des bâtiments civils et palais nationaux y a eu une agence d'architecture dans les années 1960.
  - Le poète et dramaturge libanais Georges Schehadé (1905-1989) y vit entre 1984 et 1989, l'année de sa mort.
- No 124 : adresse, à un angle du boulevard avec la rue Léopold-Robert, durant une période de l'entre-deux-guerres, du Stage B, une boîte de jazz où sont organisés des bals de nuit. En 1935, photographiés par Émile Savitry, s'y produisent Django Reinhardt, Stéphane Grappelli et le Quintette du Hot Club de France ainsi que Valaida Snow[38]. Plus tard, cette adresse est celle[39] du New Jimmy’s créé en 1961 par Régine, dans les locaux d'une boîte de striptease fermée depuis un an[40]. Le twist y est lancé. Régine habite à cette époque au-dessus de cette boîte de nuit[41]. Dans les murs de cet établissement, depuis longtemps disparu, se succèdent jusqu'à aujourd’hui plusieurs restaurants.
Adresse à laquelle est domiciliée au cinquième étage la famille de l'officier de marine, météorologue et explorateur Jules Rouch (1884-1973), au plus tard en 1937, année au cours de laquelle le jeune Jean Rouch (1917-2004) intègre l'École nationale des ponts et chaussées[42]. Celui-ci, futur réalisateur et ethnographe, revient régulièrement boulevard du Montparnasse entre ses expéditions et prend alors l'habitude de donner ses rendez-vous au café Le Bullier. A la fin de sa vie, il habite encore boulevard du Montparnasse[43].
- No 125 : la librairie Tschann, créée en 1929.

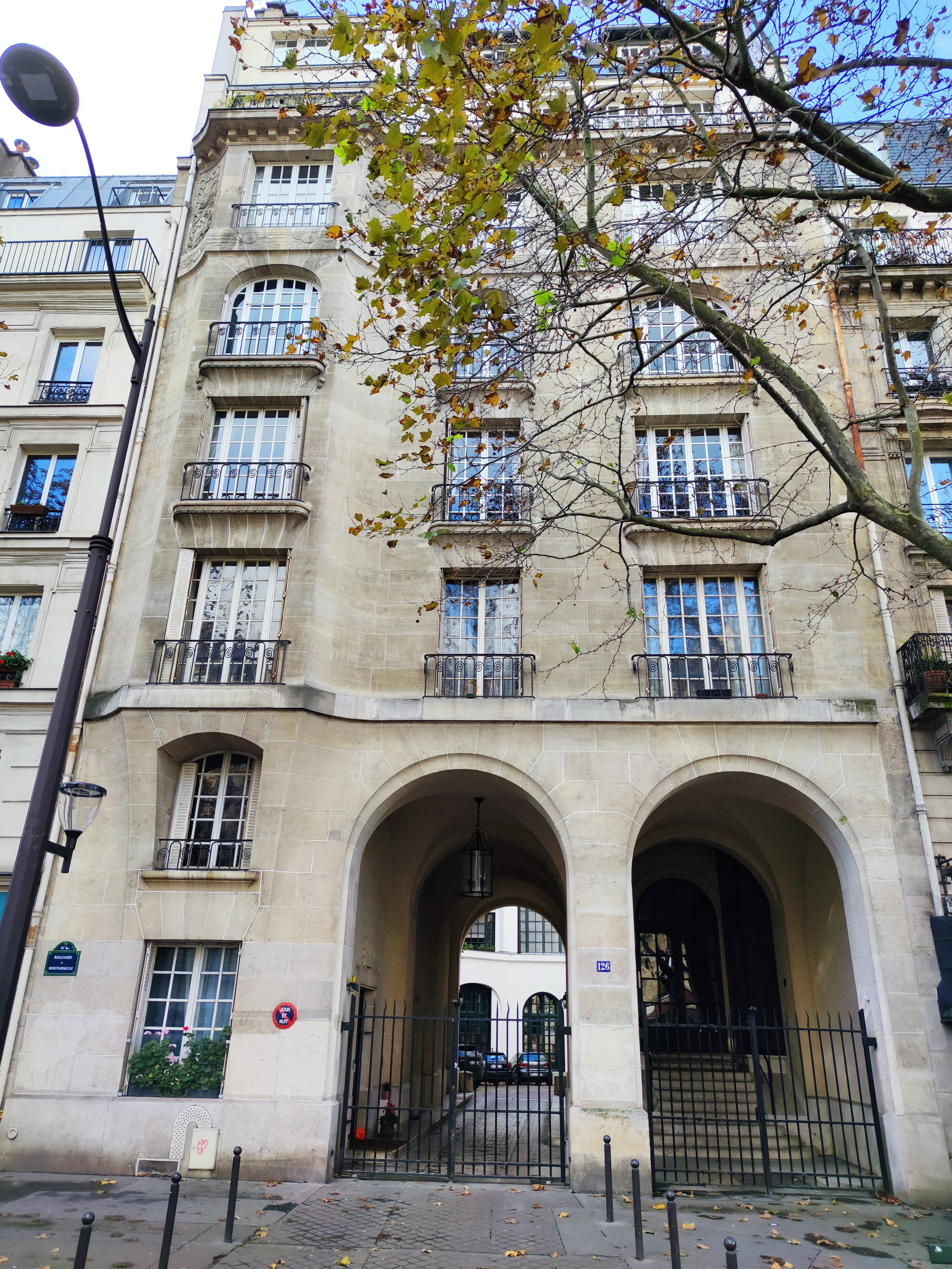
No 126.

- No 126 : sur un terrain autrefois occupé par l'hôtel Leduc, édifice du XVIIIe siècle démoli en 1907[44], sont édifiés un groupe d'immeubles-ateliers avec deux cours intérieures (1908 et 1912) de l'architecte Louis Süe et de son collaborateur Paul Huillard, architecte, commanditaire Georges Moreau, aux éditions Larousse[45]. Le peintre Paul Albert Laurens après son mariage en 1900 emménage à cette adresse, dans le même immeuble que le peintre Émile-René Ménard[réf. nécessaire]. Puis, dans les nouveaux immeubles à ce numéro, vivent au rez-de-chaussée, le diplomate Philippe Berthelot et son épouse Hélène Linder en 1906[réf. nécessaire]. Léon Blum habite lui au premier étage[46]. Le peintre Jean-Pierre Capron y vécut également[47].
- No 127 : seconde adresse du club Le Jockey, après avoir commencé au no 146. Il migre ensuite au no 232 boulevard Raspail.
- No 127 : Johan Barthold Jongkind s'installe à cette adresse en 1846 (plaque).
- No 132 : le peintre Henri Matisse s'installe à cette adresse en 1927.
- No 135 : John Singer Sargent vécu à cette adresse, après avoir demeuré au no 81.
- No 135 bis : Paul et Camille Claudel vivent à cette adresse de 1882 à 1886, avec leur mère et leur sœur Louise.
- No 139 : le peintre Louis Français vit et meurt à cette adresse (plaque).

Siège de l'École pratique de service social (EPSS).
- No 142 : en 1865, Émile Zola demeure, avec à sa mère, dans un logement au second étage à cette adresse, un des multiples domiciles parisiens successifs de l'écrivain durant l'existence précaire de sa jeunesse[48]. En 1882, Paul Alexis rapporte que le bruit de détonations, provenant d'un stand de tir à proximité de cet appartement, empêchait Zola de travailler[49].
- No 145 : la professeur de philosophie Marie-Louise Imbert y créé L'École à l'hôpital en 1929 ; une plaque lui rend hommage.
- No 146 : adresse, au coin de la rue Campagne-Première de deux établissements successifs aujourd’hui disparus, emblématiques de la bohème « montparnos ». Tout d’abord, le café-cabaret littéraire Le Caméléon (inspiré de celui du Chat Noir), dont les animations et conférences sont dirigées avant la Première Guerre mondiale par Alexandre Mercereau, lieu ensuite fréquenté après cette guerre par l’avant-garde russe dans un bistrot nommé Le Cocher fidèle. Lui succède, à partir de novembre 1923, le cabaret-club Le Jockey géré par Hilaire Hiler, où se produit Kiki de Montparnasse. Au printemps 1923, le Dahoméen Kojo Touvalou est expulsé, sur la pression d'une partie de la clientèle américaine, raciste, avant de l'être aussi du Bal Tabarin de Montmartre, motivant une note du Quai d'Orsay (Poincaré étant à l'époque président du Conseil) à l'adresse des touristes étrangers chatouilleux sur les questions de race, condamnant officiellement ces incidents et les discriminations[50]. Dans sa jeunesse, Simone de Beauvoir fréquenta l'établissement ; elle se souvient : « J'aimais, sur les murs, les affiches coloriées où se mêlaient le canotier de Chevalier, les souliers de Charlot, le sourire de Greta Garbo ; j'aimais les bouteilles lumineuses, les petits drapeaux bigarrés, l'odeur de tabac et d'alcool, les voix, les rires, le saxophone »[51].
Le Jockey traverse ultérieurement le boulevard pour s'installer au no 127.
La modeste bâtisse qui hébergea ces établissements est remplacée en 1932 par un immeuble, réalisé pour Helena Rubinstein, par Bruno Elkouken, blanc et formé de longues baies horizontales, un angle arrondi, deux derniers étages en terrasse et en contre-courbes pour rester fidèle au style « paquebot » alors en vogue. Au troisième étage[52] de l'immeuble est l' « appartement-studio-musée-salle de poker »[53] du chanteur Daniel Bevilacqua, dit Christophe, mort en 2020[54].
- No 147 : après avoir quitté le no 70 du boulevard, Jeanne Simon et son mari Lucien Simon, emménagent dans cet immeuble en 1895.

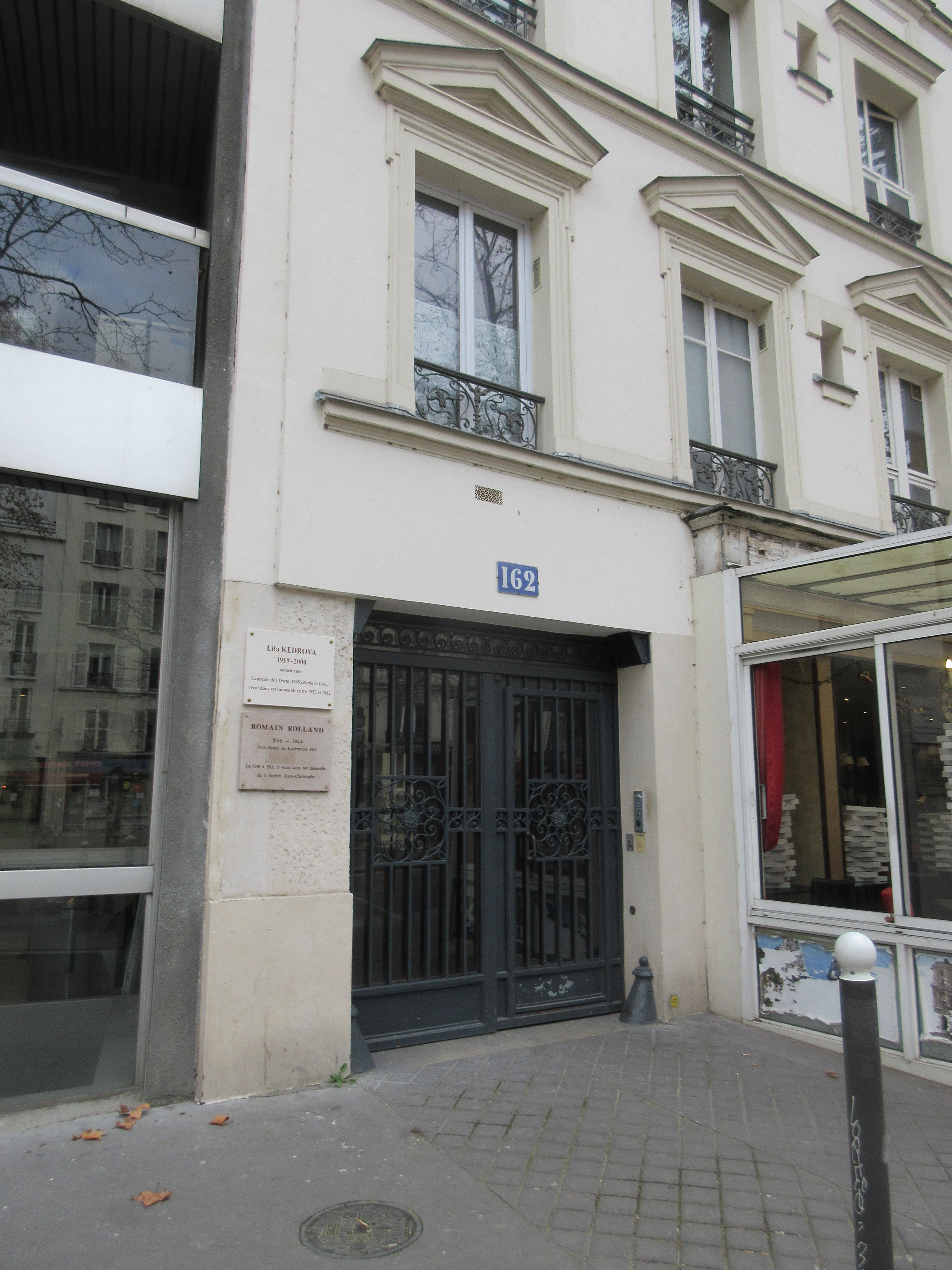
162, boulevard du Montparnasse avec les plaques de Lila Kedrova et Romain Rolland.

- No 150 : à cette adresse était l'atelier du peintre portugais Amadeo de Souza-Cardoso, où il a œuvré d’octobre 1907 à mars 1909. L'y visitèrent des compatriotes, les peintres Emmerico Nunes (pt), Manuel Bentes et l’architecte Afonso Ferraz[55].
- No 156 : une des adresses parisiennes du peintre Édouard Pail[56].
- No 160 : le journaliste et écrivain belge, Maurice Desombiaux dit Maurice Des Ombiaux, vit jusqu'à sa mort en 1943 à cette adresse[57].
- No 162 : 
  - l'écrivain Romain Rolland vit à cette adresse (plaque), après son divorce en 1901 à 1913, dans un petit appartement au 3e étage au-dessus de l'entresol (et au no 89 à l'entresol, de 1940 à sa mort, il y a son pied-à-terre parisien)[58] ;
  - l'actrice Lila Kedrova y demeure de 1953 à 1982 (plaque) ;
  - l'artiste peintre René Thomsen (1897-1976) y réside également.
- No 171 (également 128, rue Notre-Dame-des-Champs et 20, avenue de l’Observatoire) : immeuble de rapport construit en 1903 par l’architecte F. Gayaudon. On y trouve la brasserie La Closerie des Lilas[59], établie en 1903 sur l'emplacement d'un ancien relais de poste avec terrasse ouverte sur le boulevard. Aimaient à s'y retrouver : Paul Fort, James Joyce, Ernest Hemingway, John Dos Passos, Alfred Jarry, Scott Fitzgerald ; plus tard, Renaud est un habitué du lieu et y rencontre en 1999 Romane Serda. De nos jours, cet établissement est encore fréquenté par des membres du Tout-Paris.
- No 170 bis : quittant définitivement ses locaux historiques de la rue Férou, Belin éditeur est installé à partir du 6 mars 2017 à cette adresse.
- No 171 : cette adresse est celle d'un des domiciles successifs d'Ernest Hemingway à Paris.

Aspects du boulevard
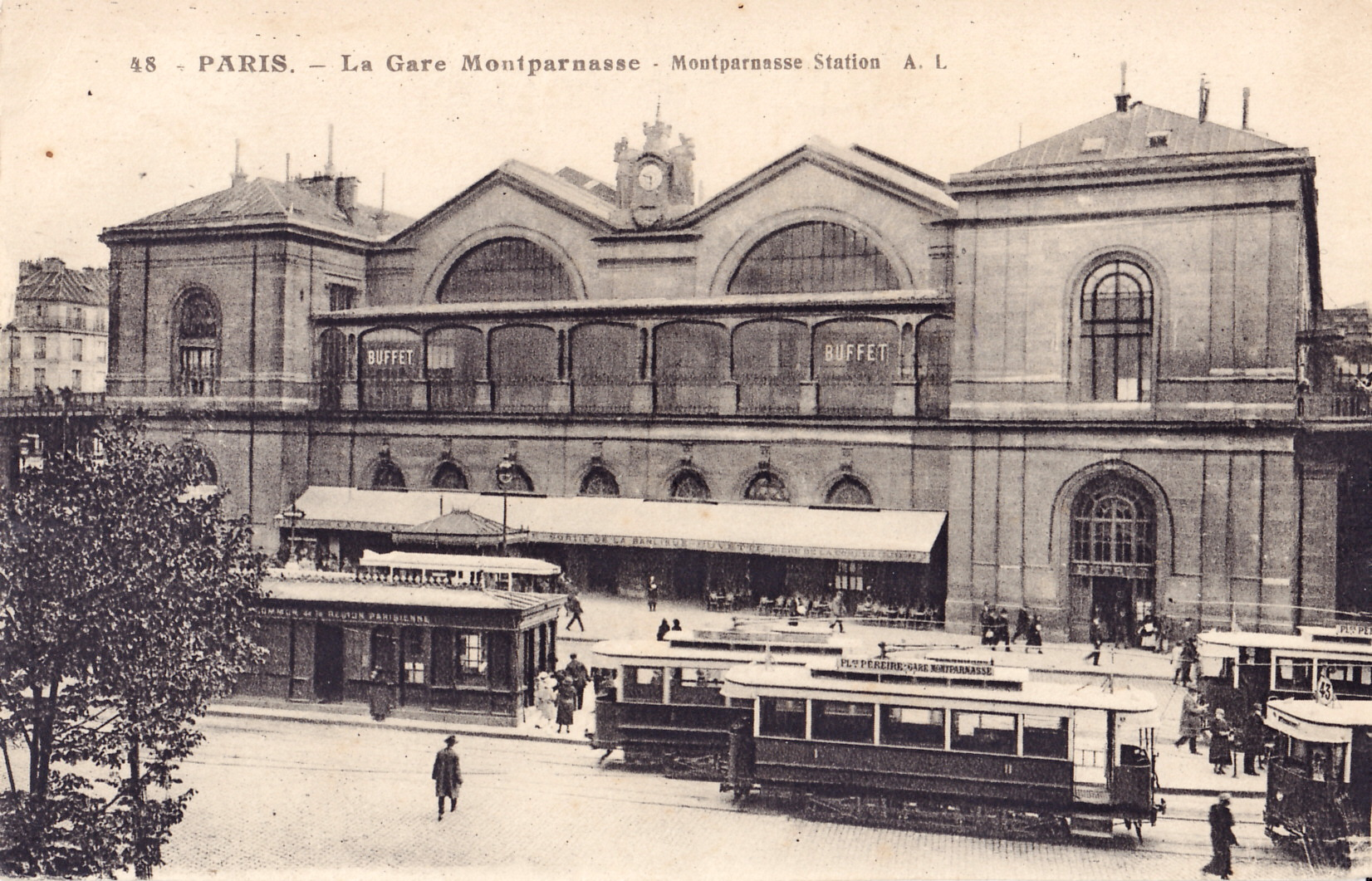
Façade, sur le boulevard du Montparnasse qui la longe, de l’ancienne gare Montparnasse dans les années 1920.
À l’emplacement de l’ancienne gare Montparnasse, l’« Ensemble immobilier tour Maine-Montparnasse », vu depuis le boulevard du Montparnasse. À gauche, en retrait, la tour Montparnasse elle-même, à droite le « bâtiment C » ou « Centre international du textile ». Le centre commercial Montparnasse Rive Gauche, qui accueillit entre autres, jusqu'en 2019, les Galeries Lafayette Montparnasse, est aménagé à la base de cet ensemble.
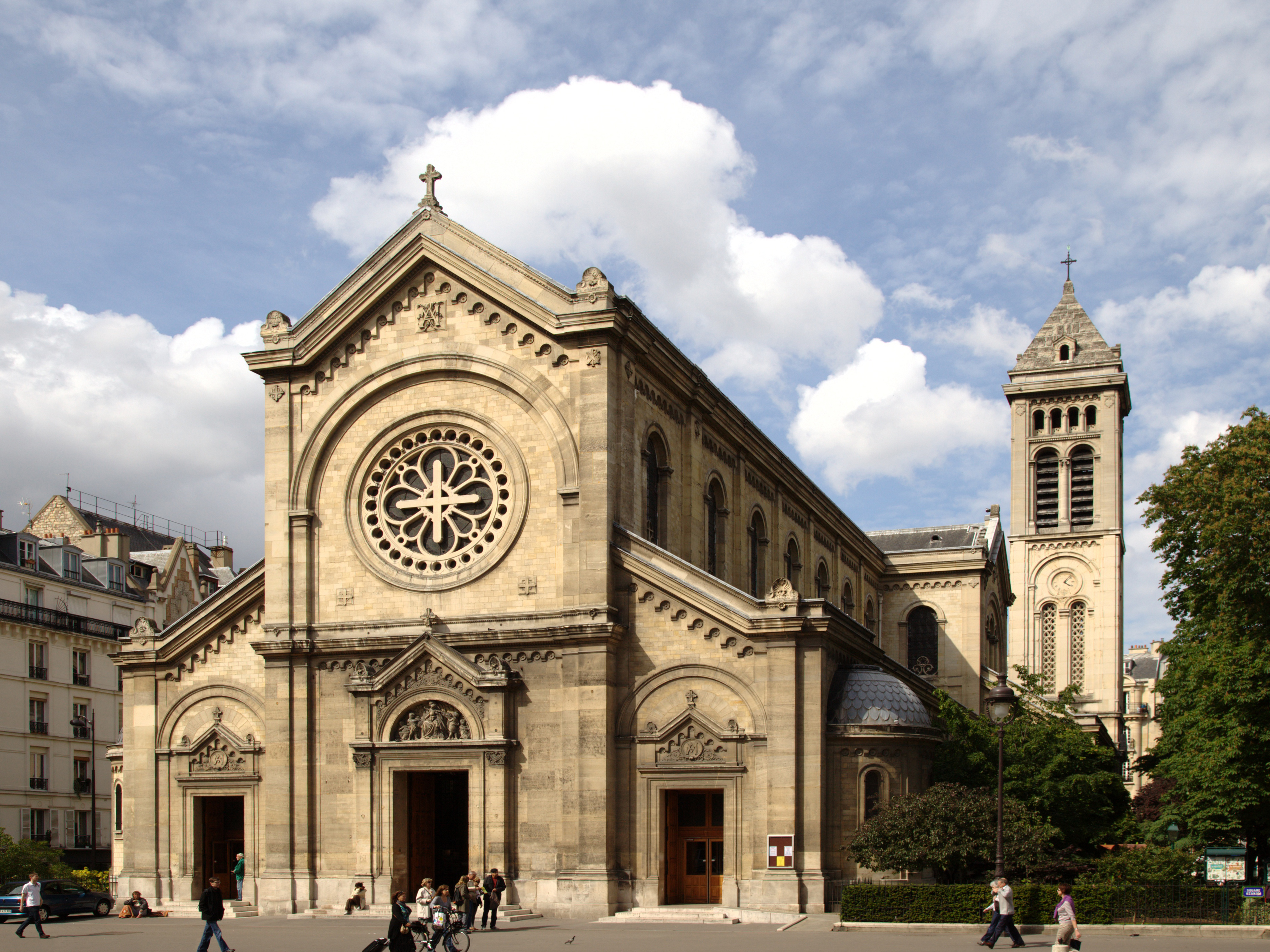
L'église Notre-Dame-des-Champs (no 91).
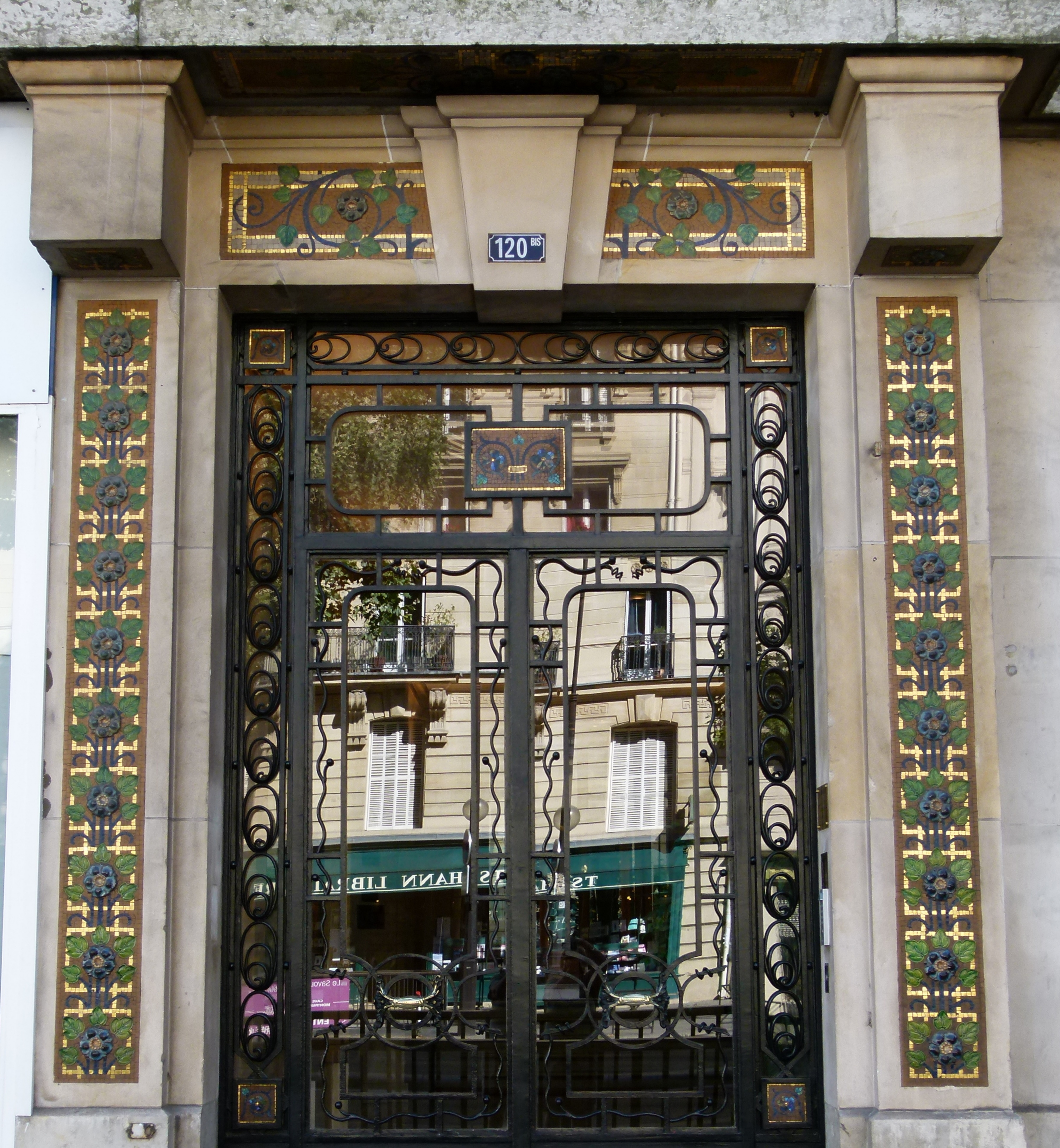
Entrée, à la décoration remarquable, d’un immeuble (no 120 bis).
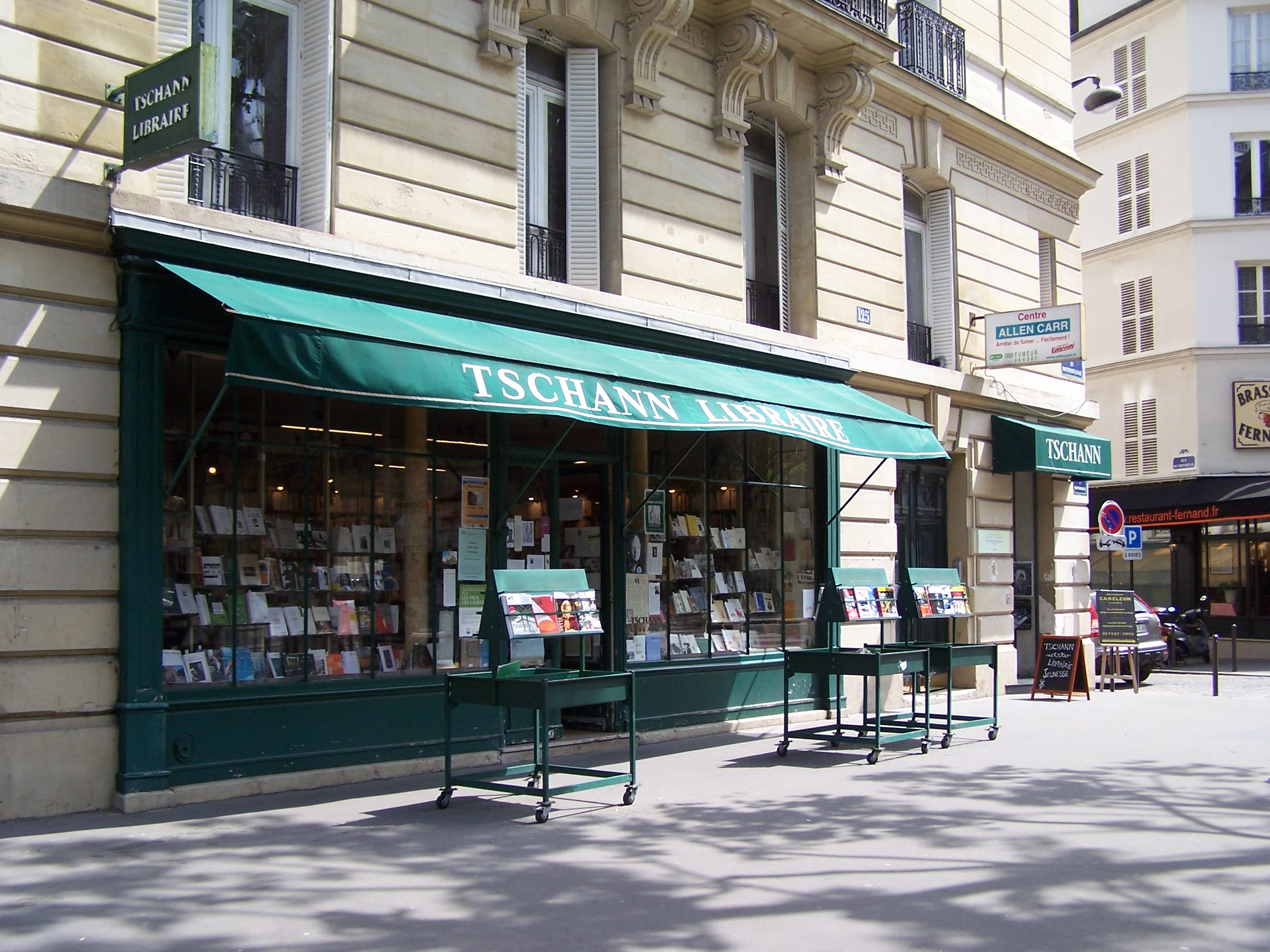
La librairie Tschann, créée en 1929 (no 125).

Les célèbres brasseries du boulevard, fréquentées par les artistes et écrivains « montparnos », notamment pendant l'entre-deux-guerres :
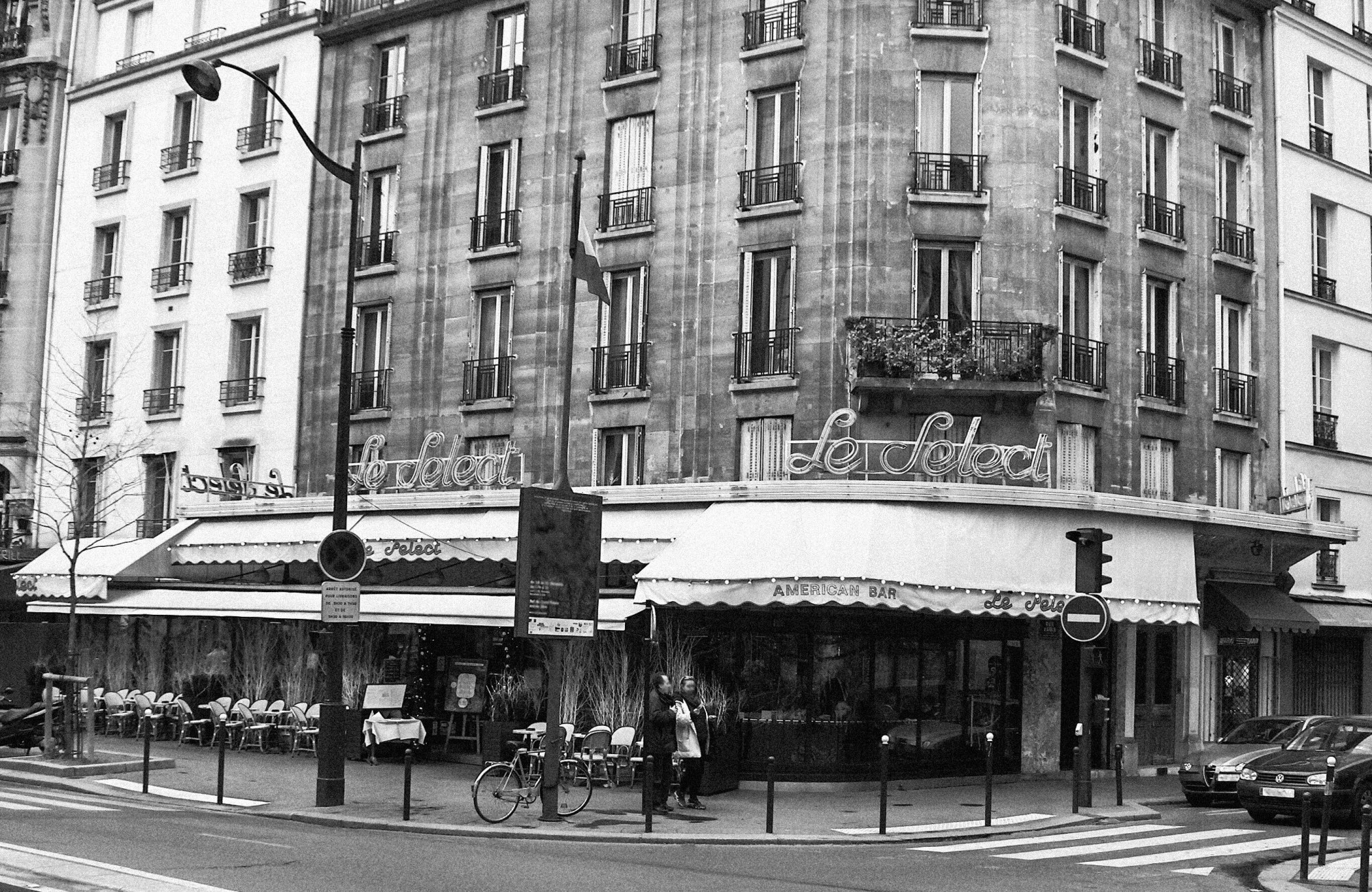
Le Select (no 99).
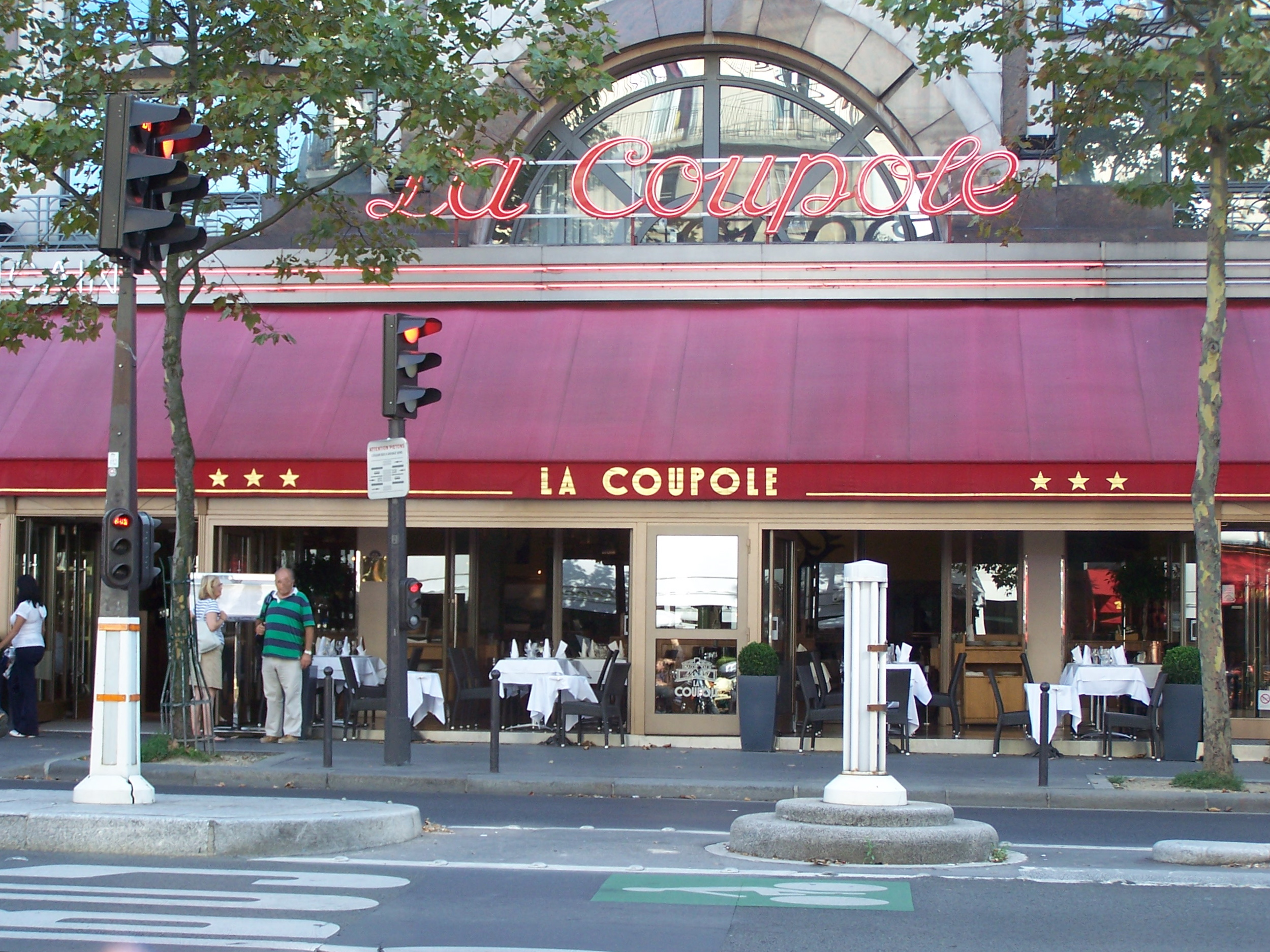
La Coupole (no 102).
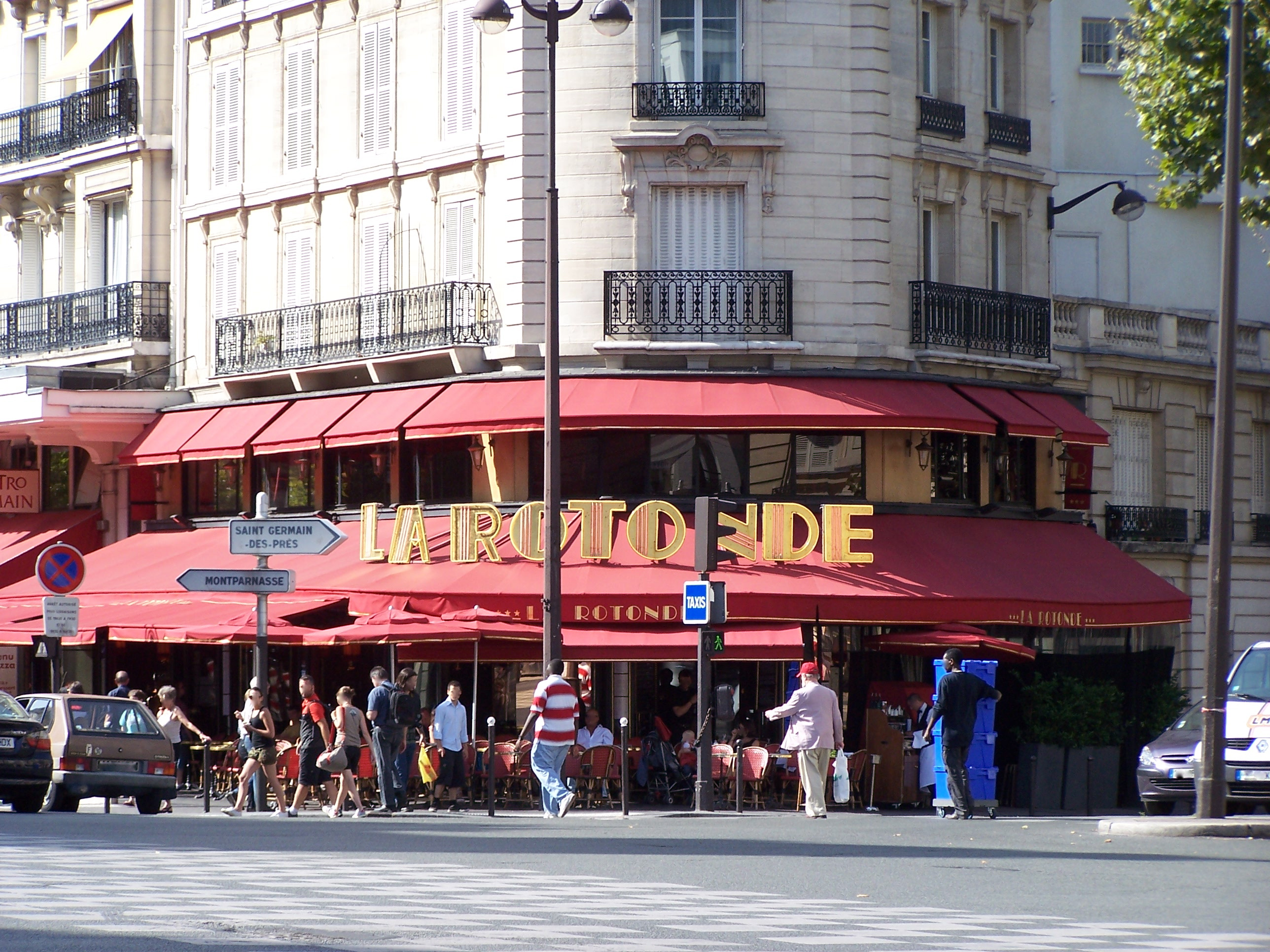
La Rotonde (no 105).
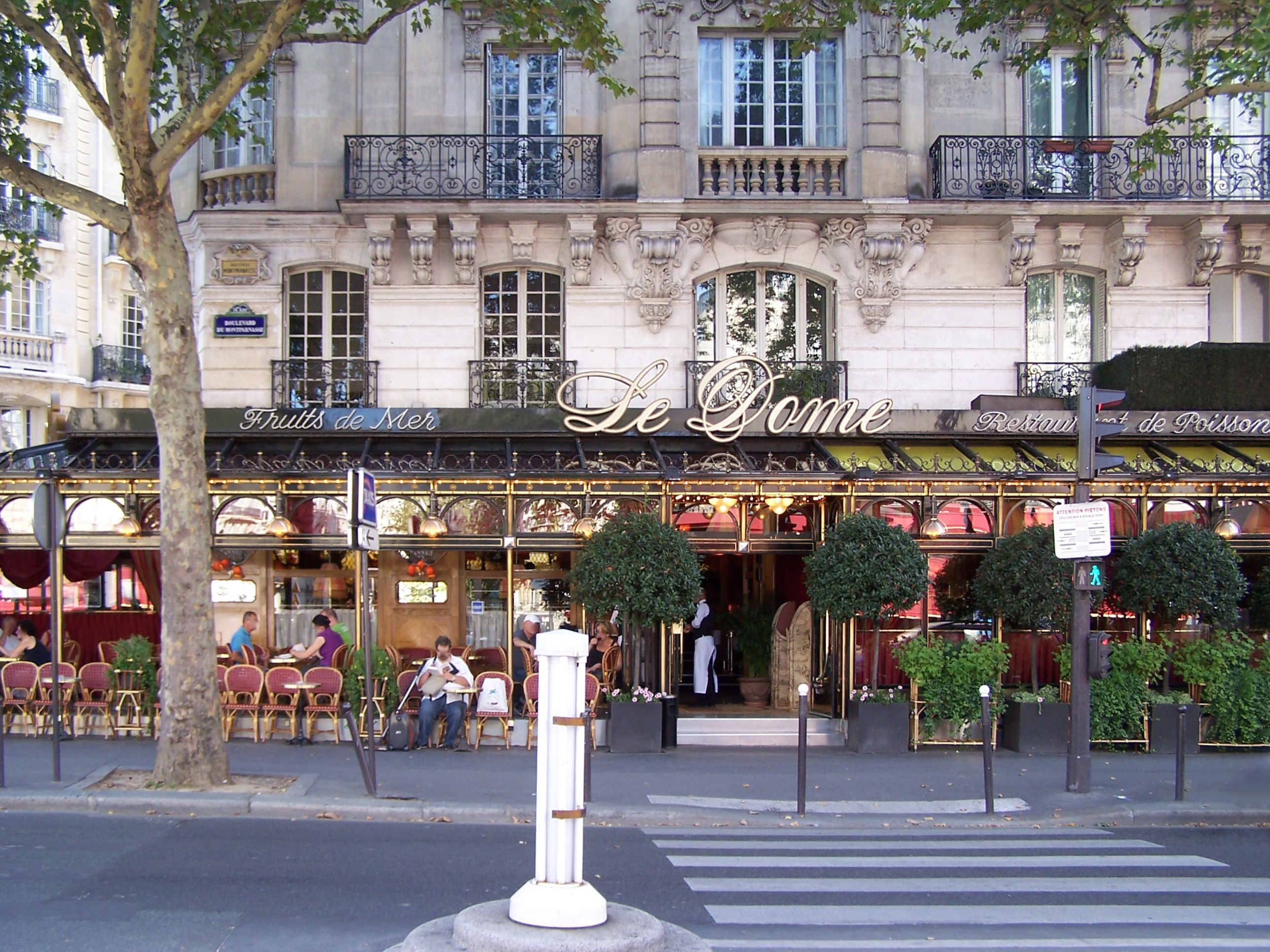
Le Dôme au (no 108).
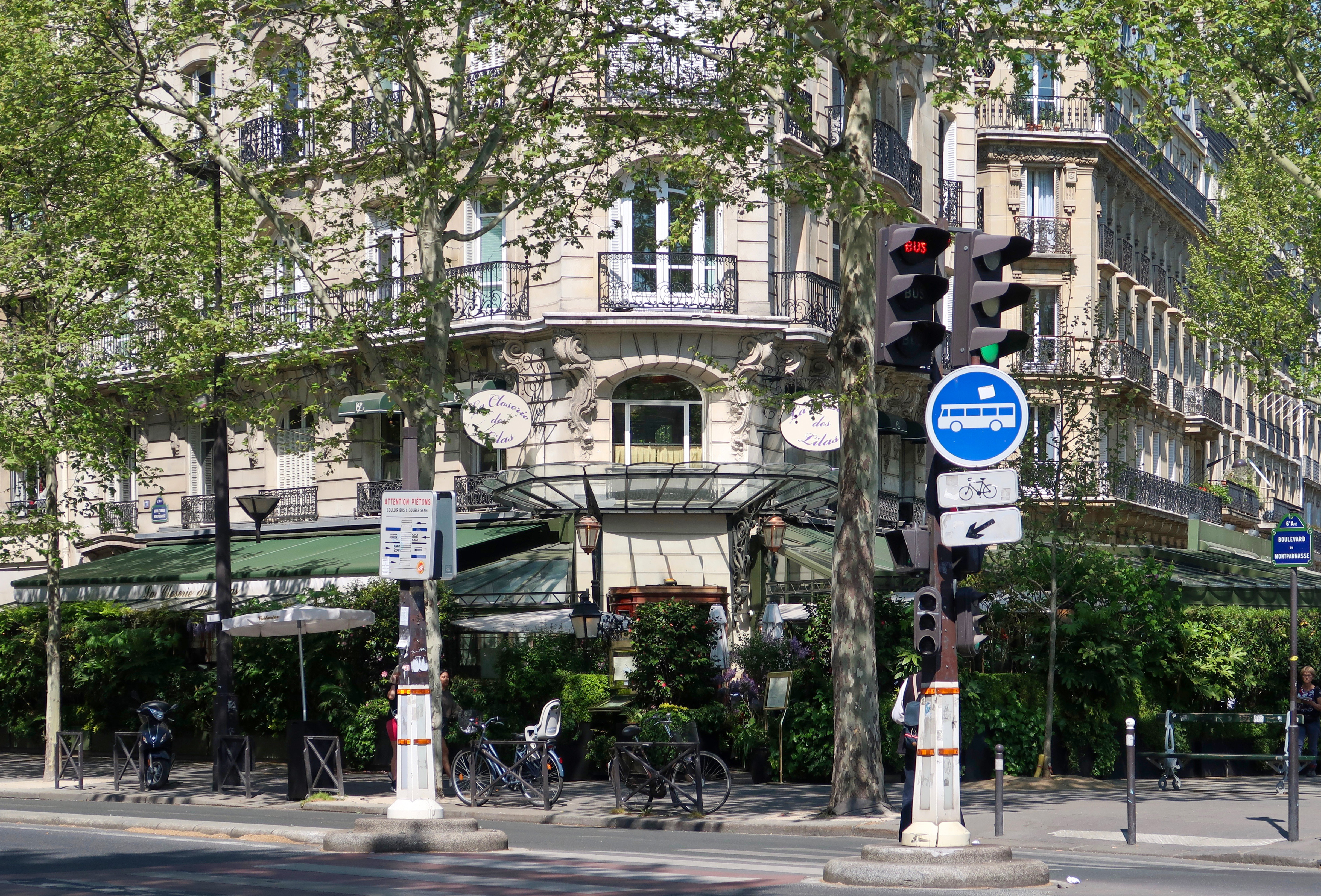
La Closerie des Lilas (no 171).

Plaques commémoratives.
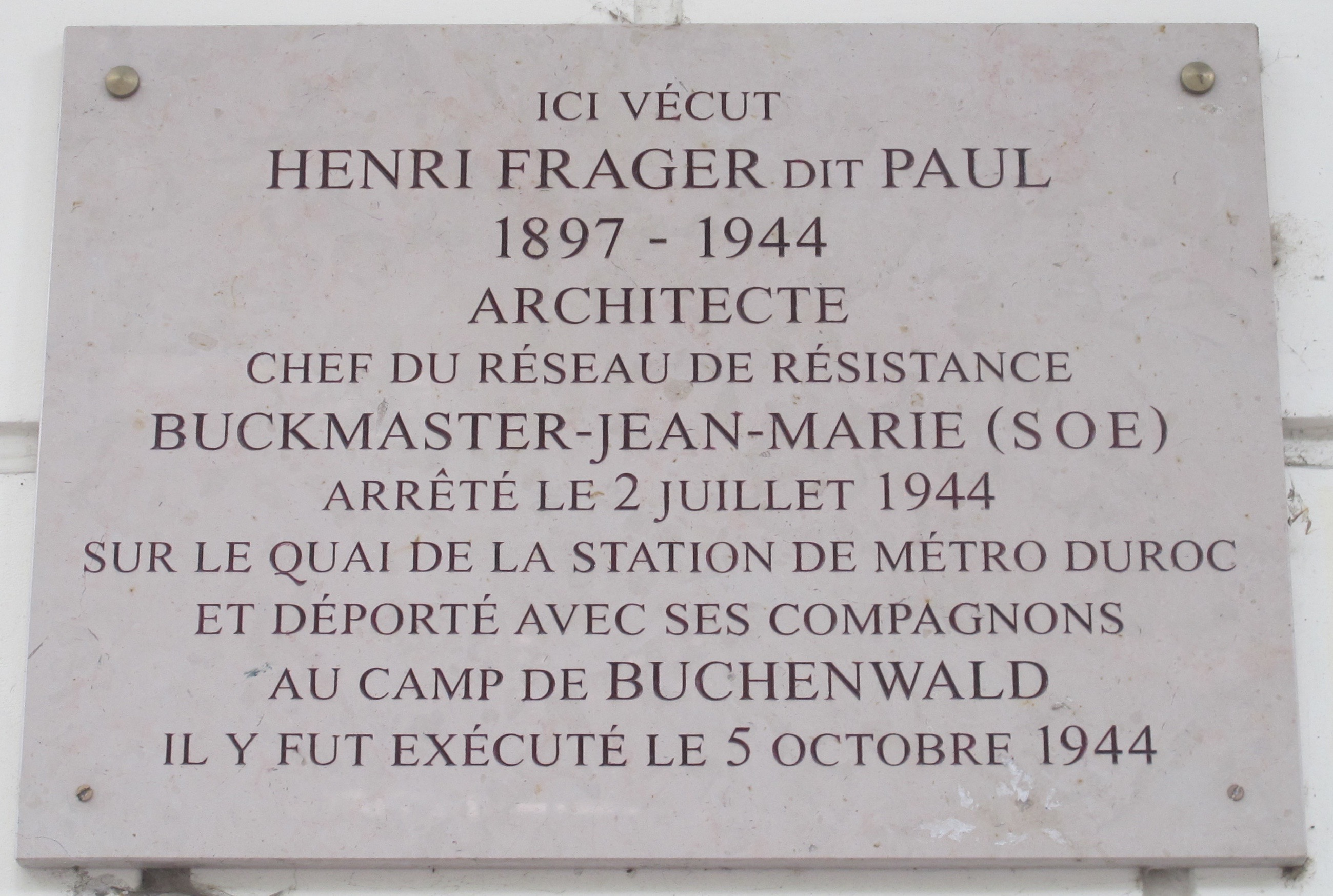
Plaque d'Henri Frager au no 13.
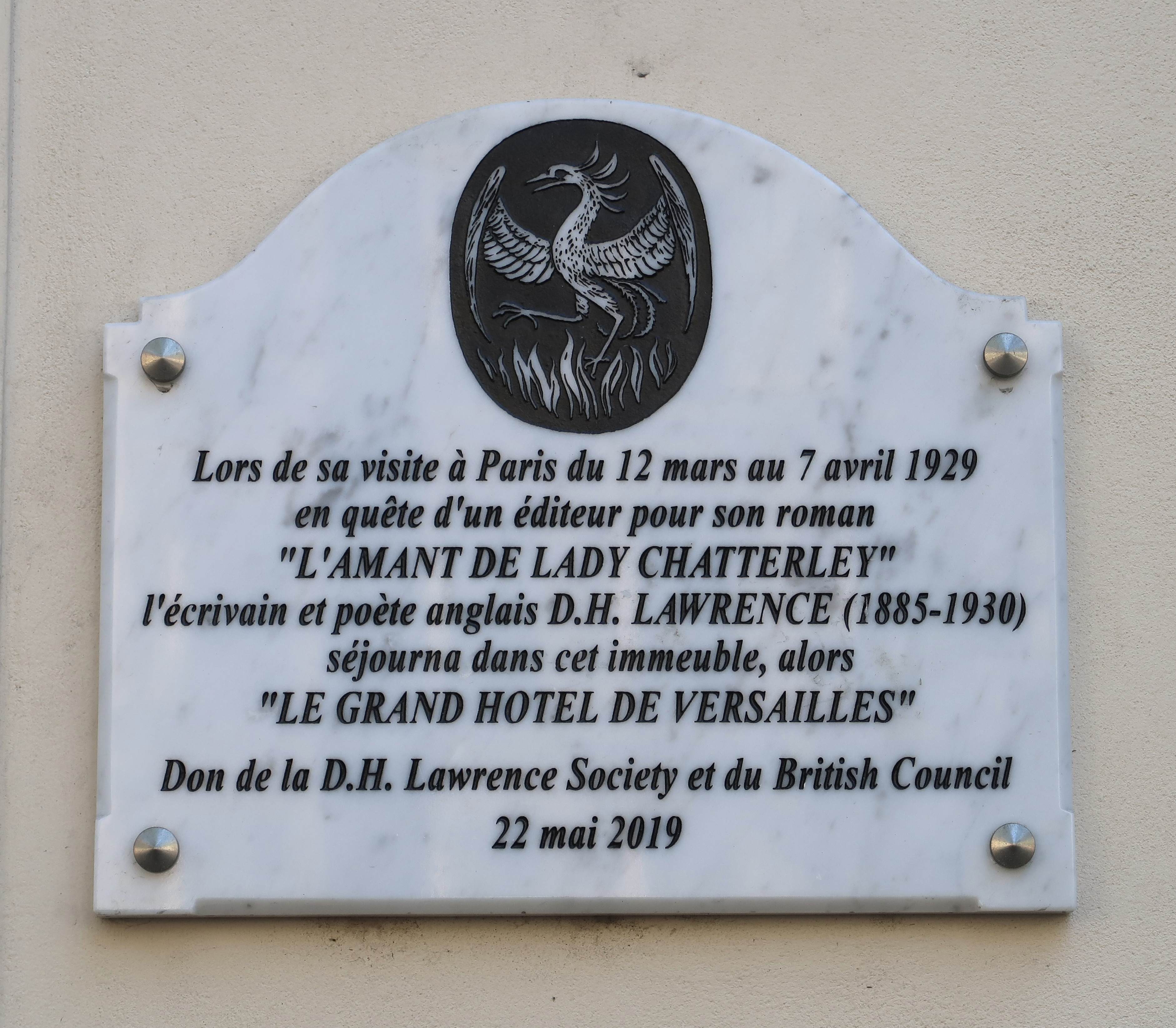
Plaque de D. H. Lawrence au no 60.
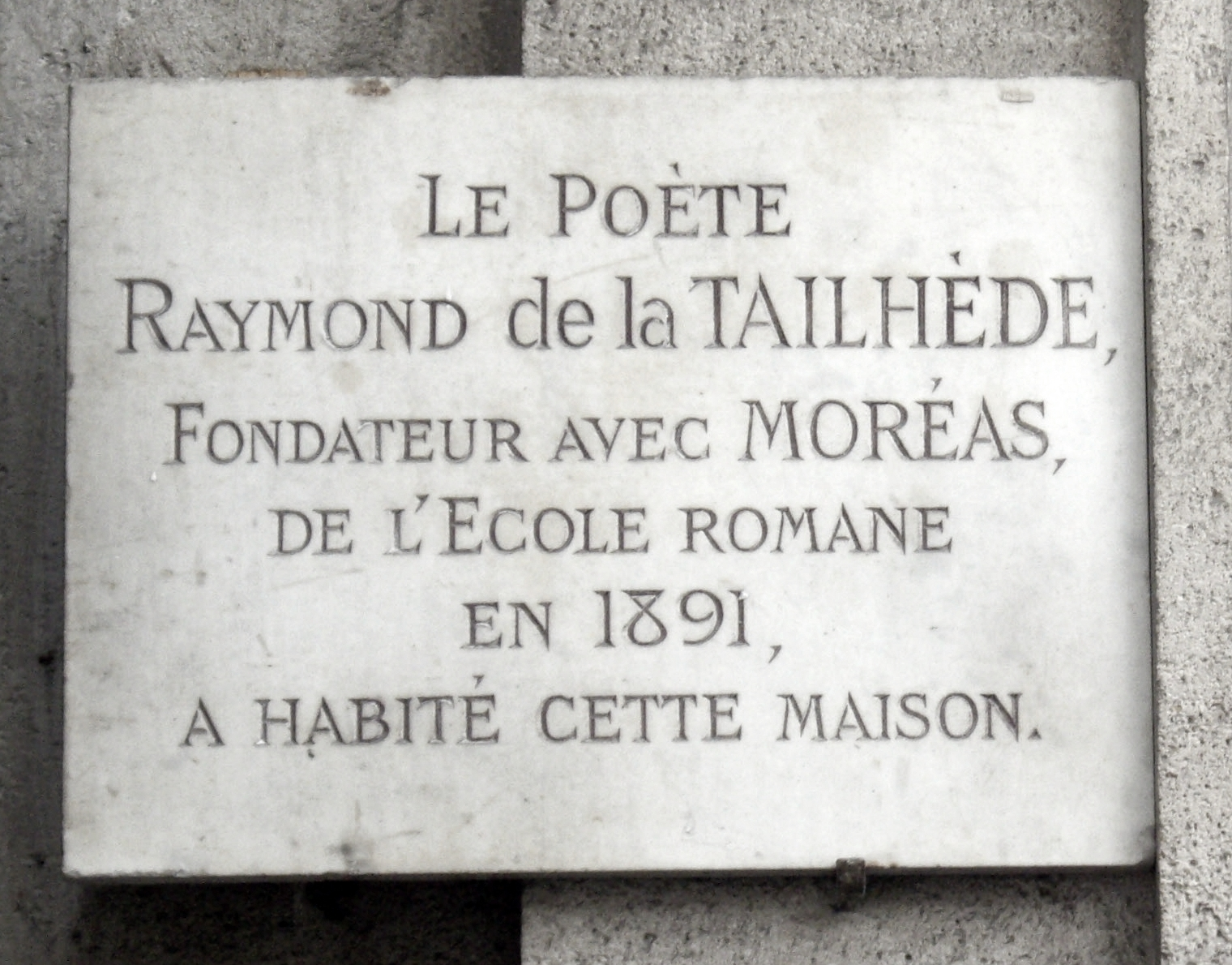
Plaque de Raymond de La Tailhède au no 79.
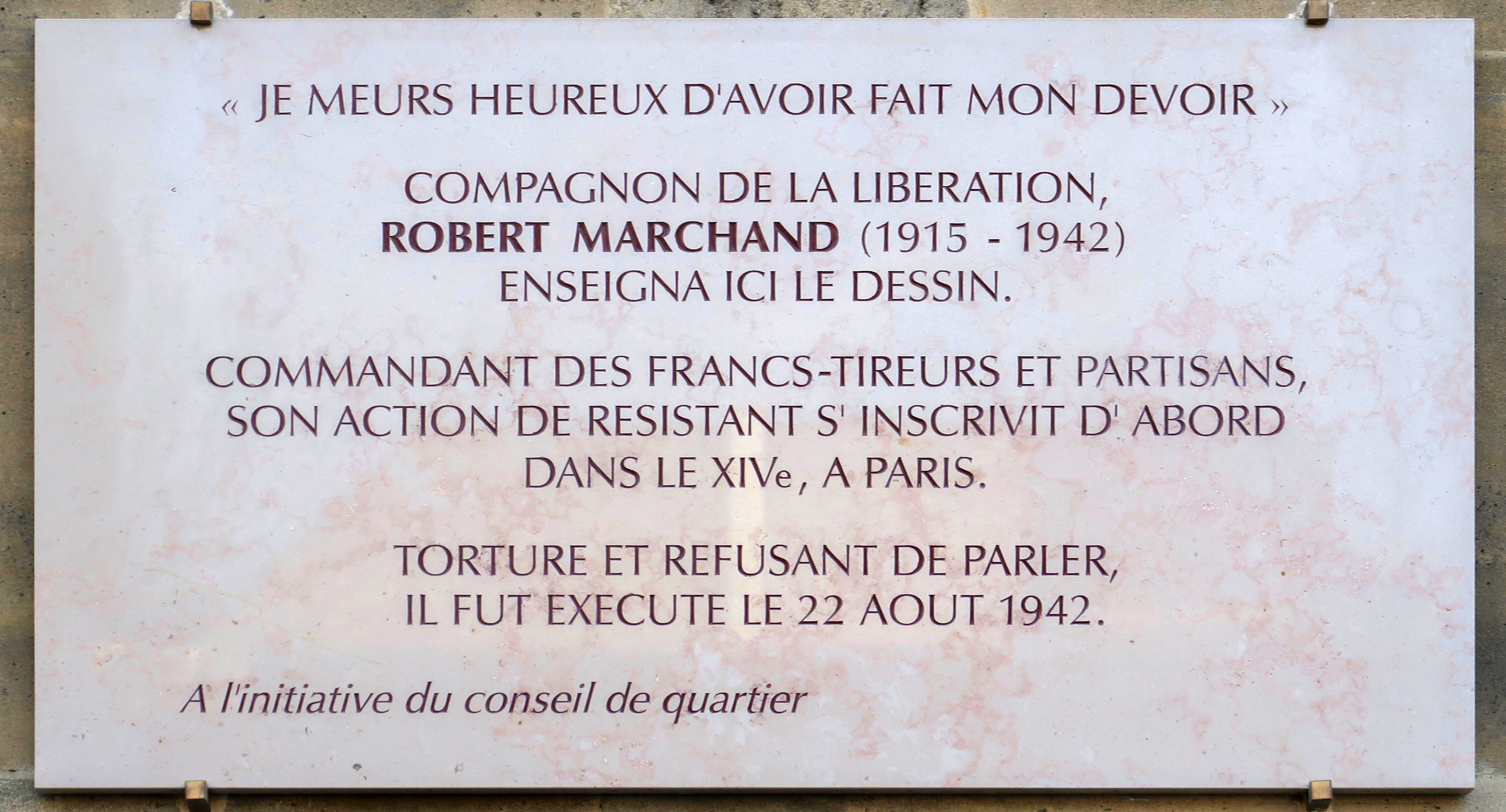
Plaque de Robert Marchand au no 80.
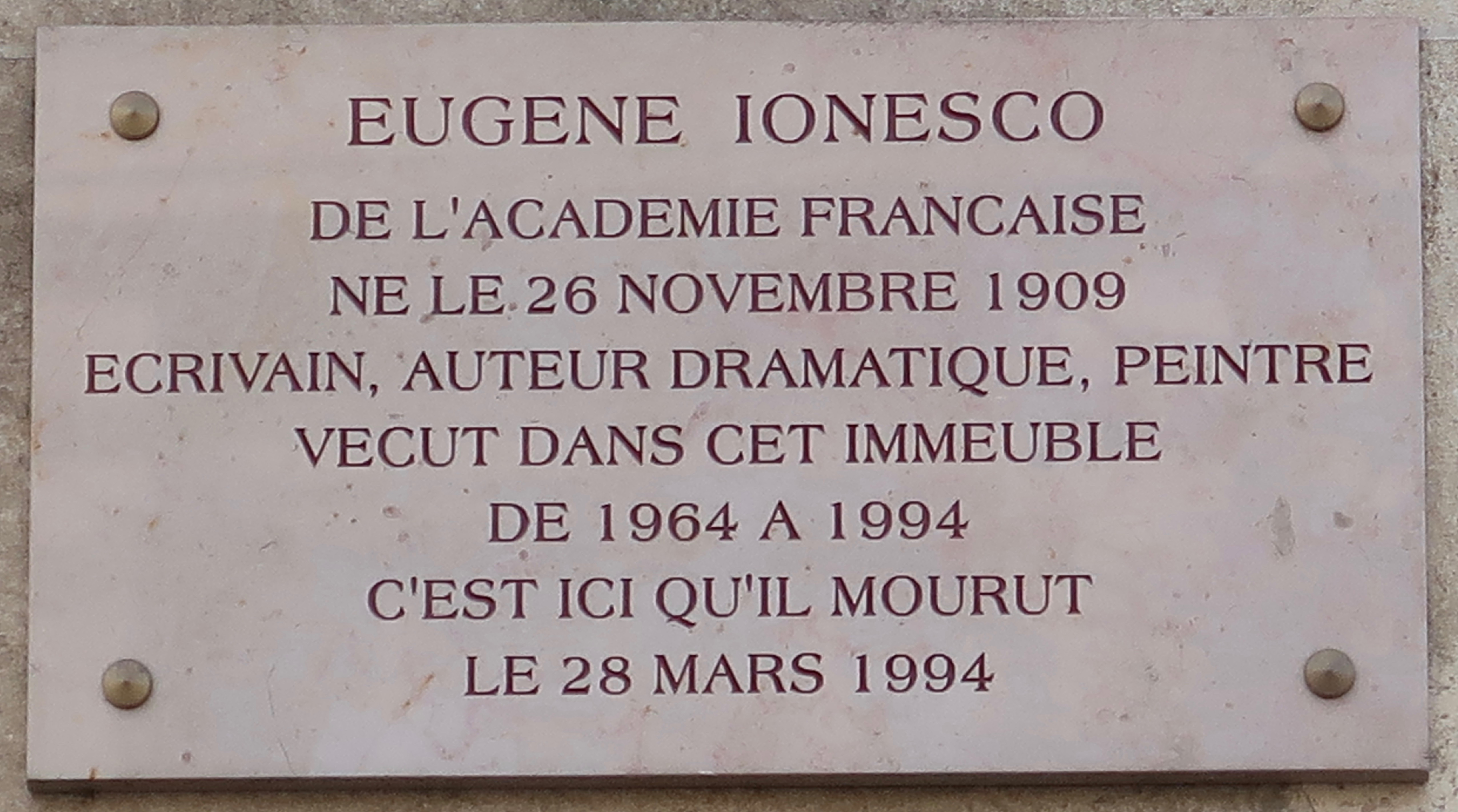
Plaque d'Eugène Ionesco au no 80.
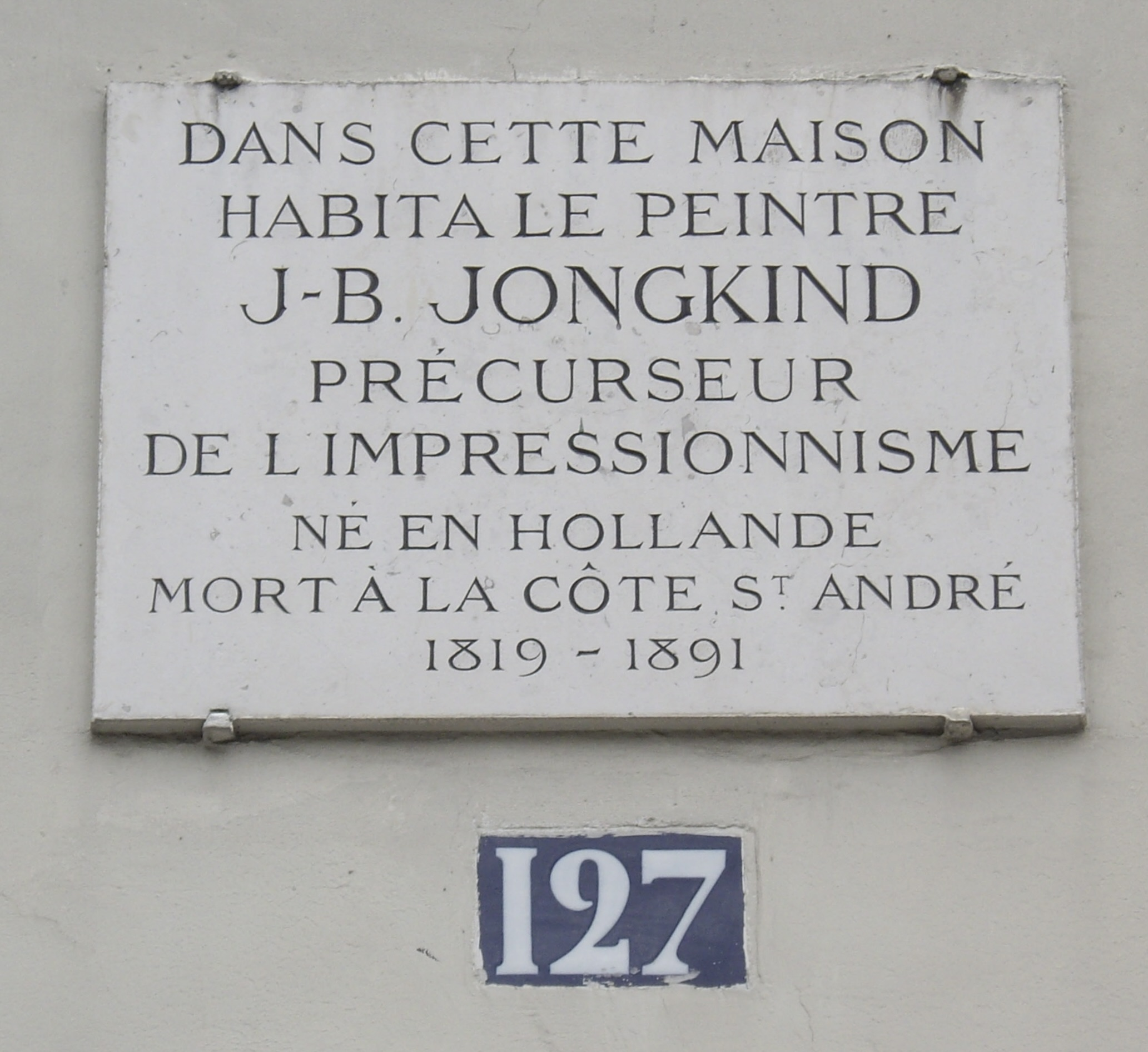
Plaque de Johan Barthold Jongkind au no 127 (qui comporte une erreur, il est certes enterré à La Côte-Saint-André, mais mort à Saint-Egrève).
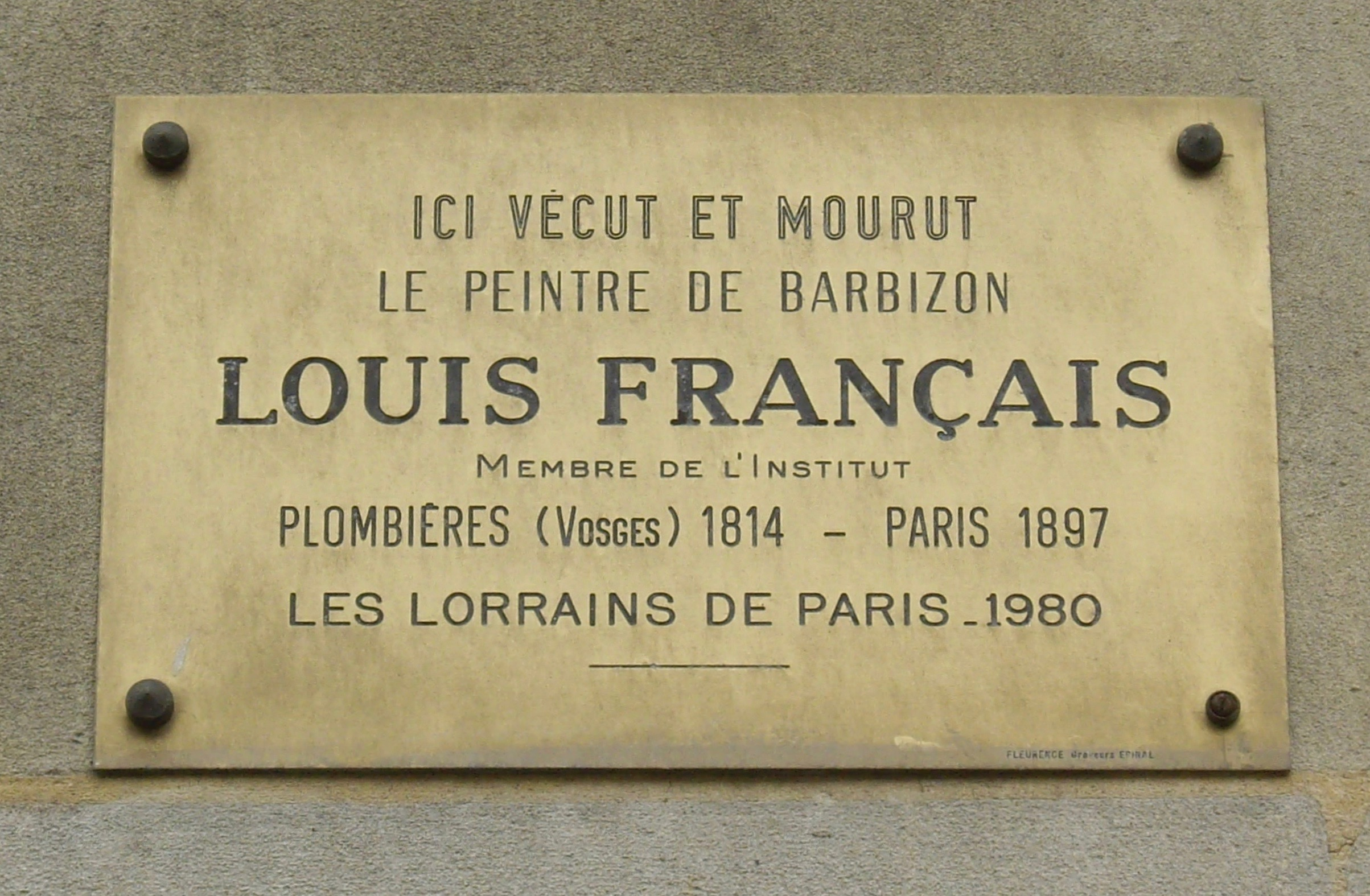
Plaque de Louis Français au no 139.
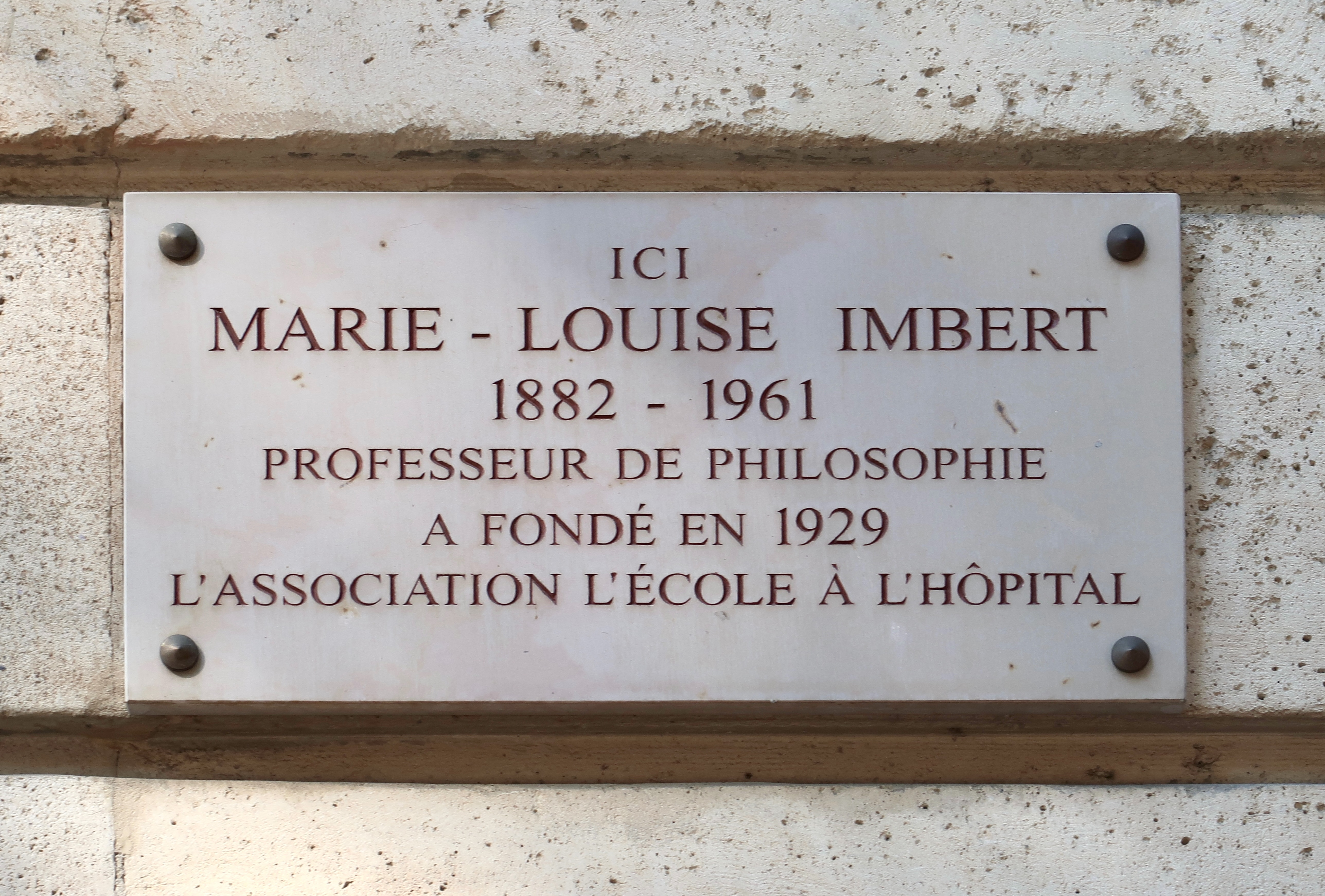
Plaque de Marie-Louise Imbert au no 145.
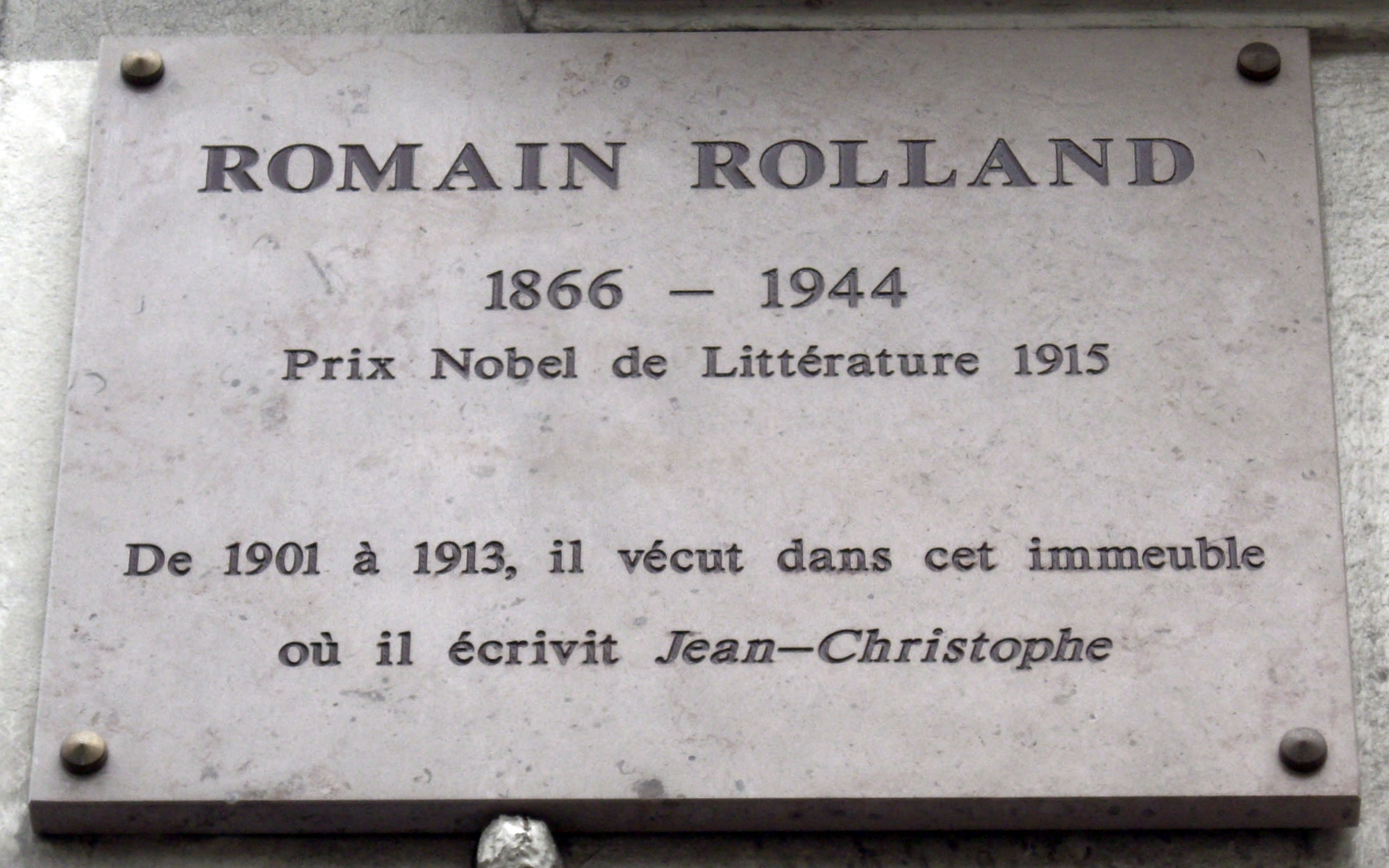
Plaque de Romain Rolland au no 162.
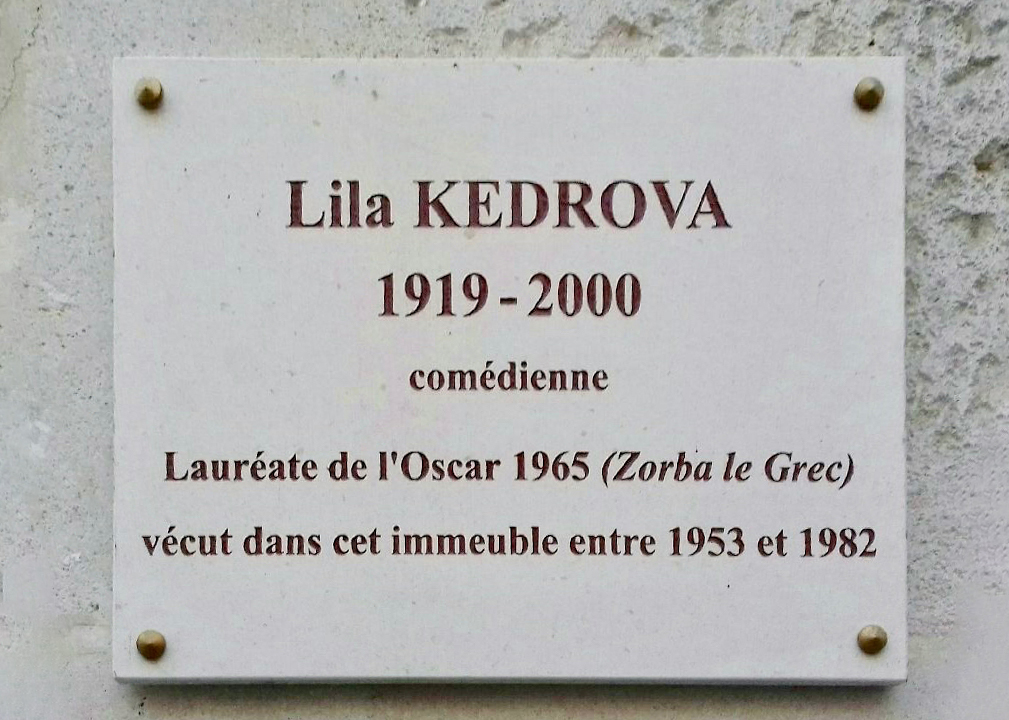
Plaque de Lila Kedrova au no 162.